# Biserica de lemn din Hirișeni
Biserica de lemn Adormirea Maicii Domnului din Hirișeni este un edificiu religios construit în anul 1642, situat azi în Muzeul Satului din Chișinău, Republica Moldova.

## Istoric
A fost ctitorită de răzeșii hirișeni în 1642 la mănăstirea Hîrjauca. În 1821, a fost transferată în comuna Hirișeni din raionul Telenești, unde a servit localnicilor până în 1928, când a fost construită o biserică de piatră în localitate. Biserica de lemn a continuat să fie folosită ca paraclis de cimitir.

## Restaurare
Către începutul secolului al XXI-lea, biserica se afla într-o stare deplorabilă. Lipsită de acoperiș, lemnul a fost vizibil afectat de ploi și ninsori. Muzeul Național de Etnografie și Istorie Naturală a dus tratative lungi cu localnicii pentru a putea strămuta biserica la Chișinău. Acest lucru s-a întâmplat la mijlocul anului 2009, după care lucrările de restaurare au început imediat. Proiectul de restaurare, condus de arhitecții Eugen Bâzgu și Sergiu Vornicov, a fost realizat de o echipă care avea deja experiența restaurării bisericii de lemn din Palanca, raionul Călărași. Restauratorii au ținut să păstreze cât mai multe elemente originale ale bisericii, de aceea bârnele vechi au fost prelucrate cu materiale speciale pentru a le conferi durabilitate, iar structura inițială s-a conservat în proporție de 75 la sută. A fost schimbat integral doar acoperișul.
Sfințirea lăcașului în noul loc s-a petrecut în toamna anului 2011, cu hramul Adormirea Maicii Domnului. Este cel mai vechi monument ecleziastic din Republica Moldova, cât și cea mai mare biserică de lemn din țară, având o înălțime de 27 de metri. La momentul dat, biserica este, conform secretarului științific al Muzeul Național de Etnografie și Istorie Naturală Varvara Buzilă, unica de acest fel din Republica Moldova. „Stilul ei ei este moldovenesc, de tip nordic, și se apropie de tradiția bisericilor din nordul Moldovei, bucovinene dacă vreți. Astăzi, nu mai avem o altă biserică de acest tip, atât de înaltă și bine proporționată”, a declarat Varvara Buzilă. În raionul Telenești a mai existat o biserică similară, dar a fost demolată în anii 1980.

### Demolarea bisericii vechi

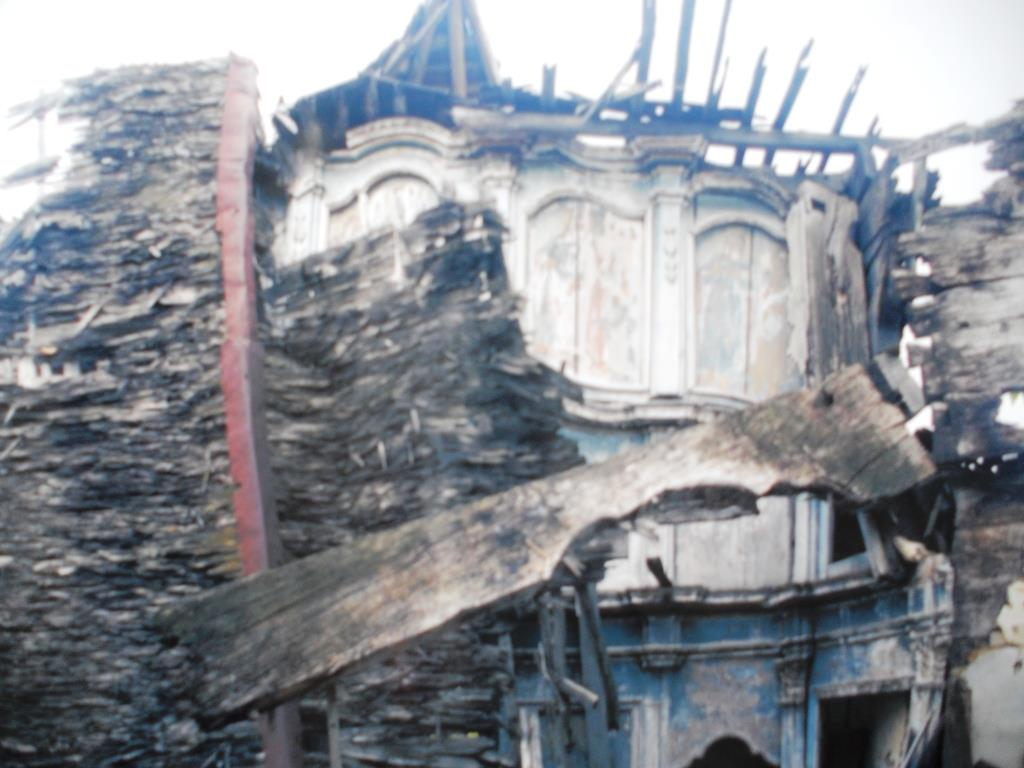
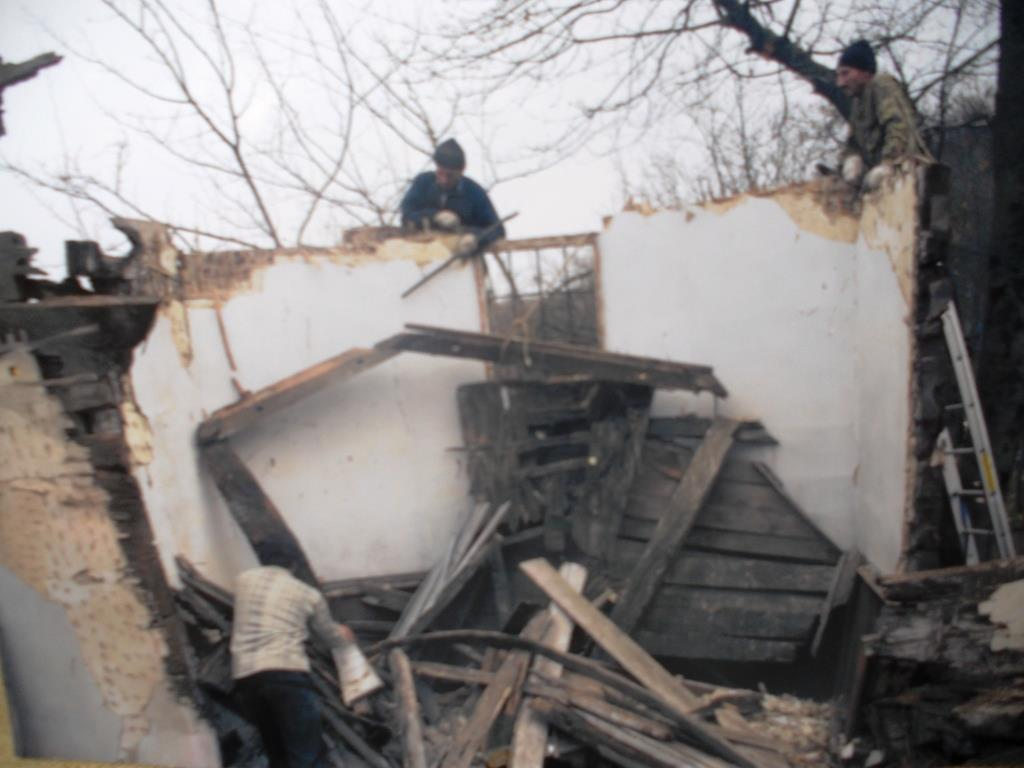
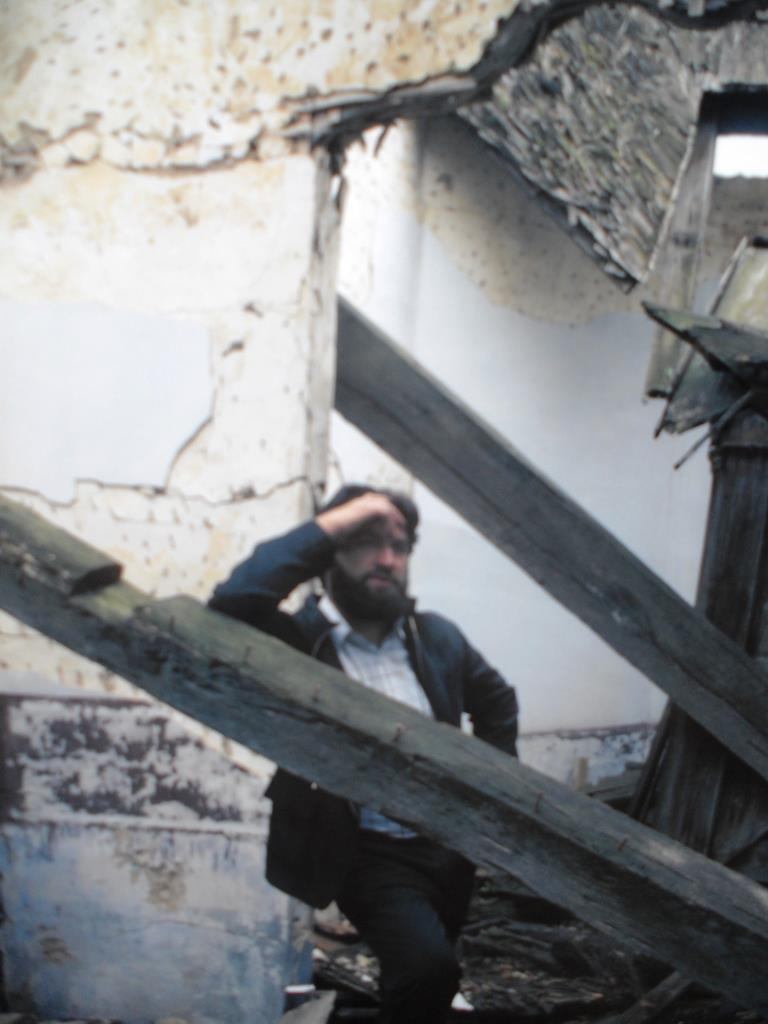
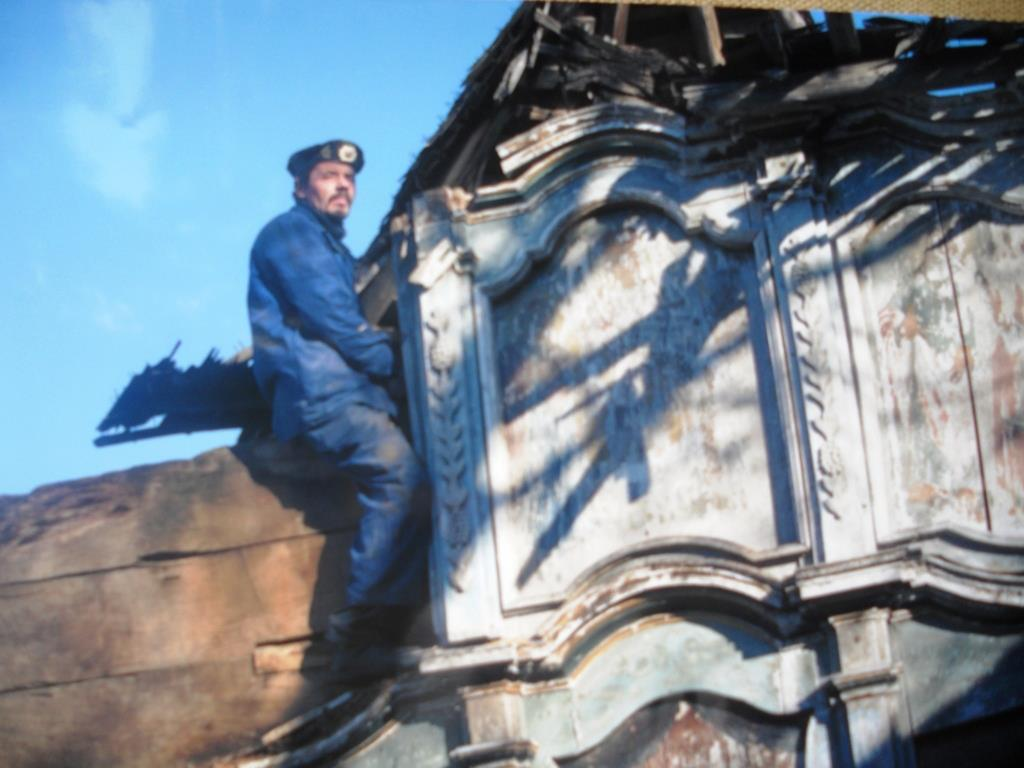
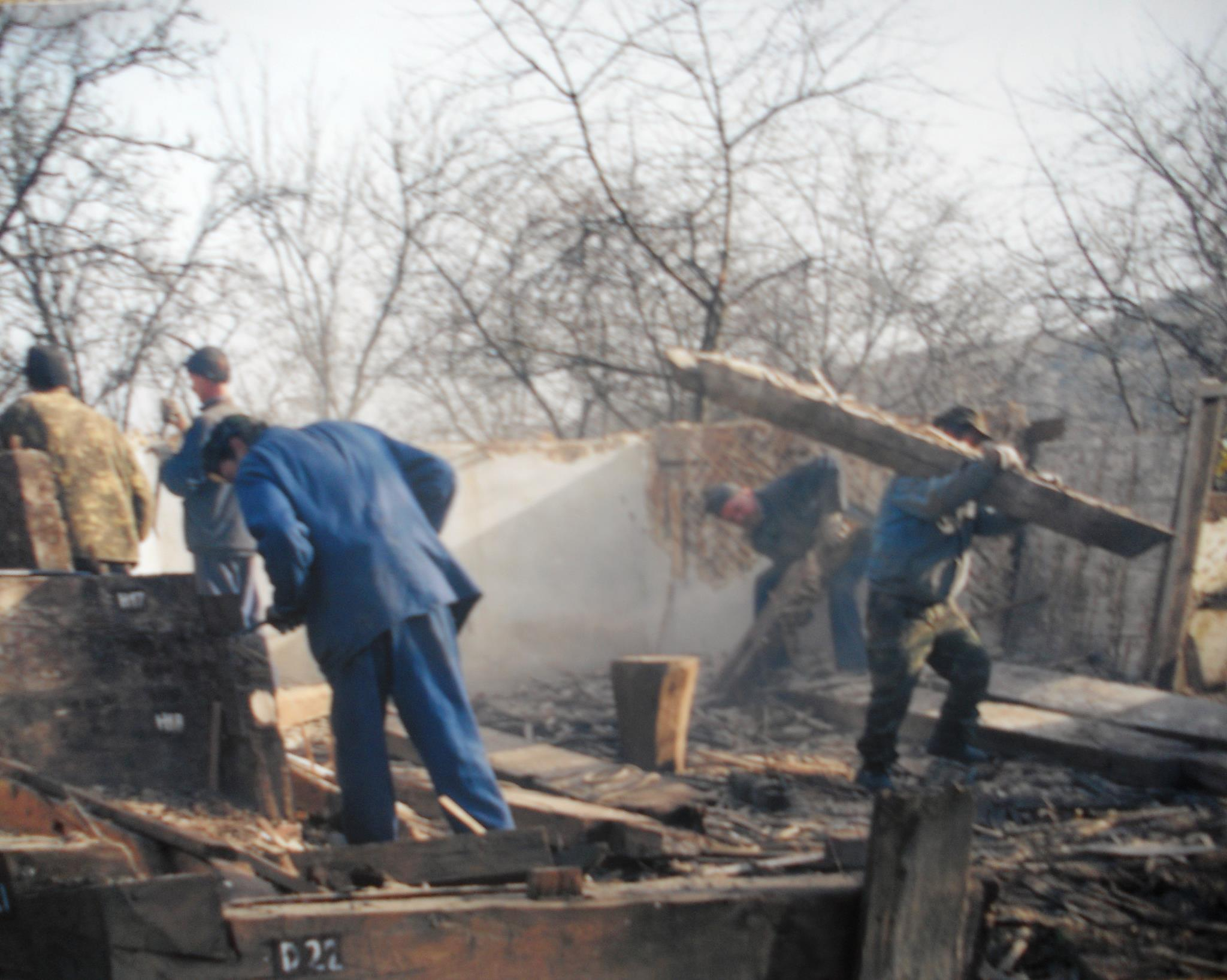
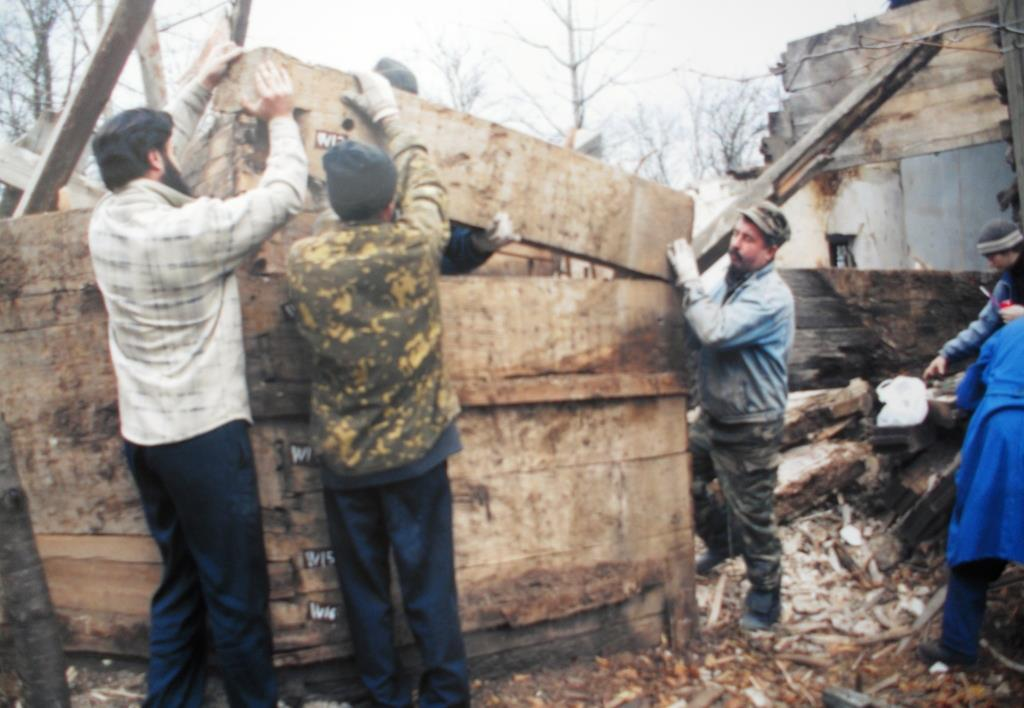
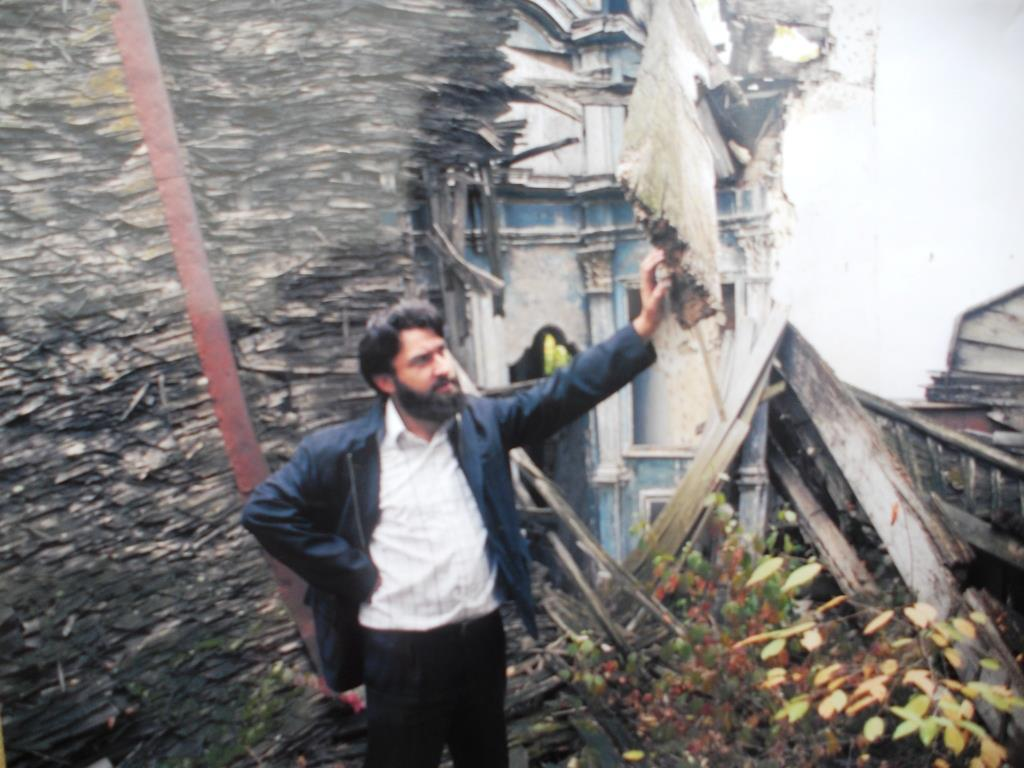

### Procesul de restaurare

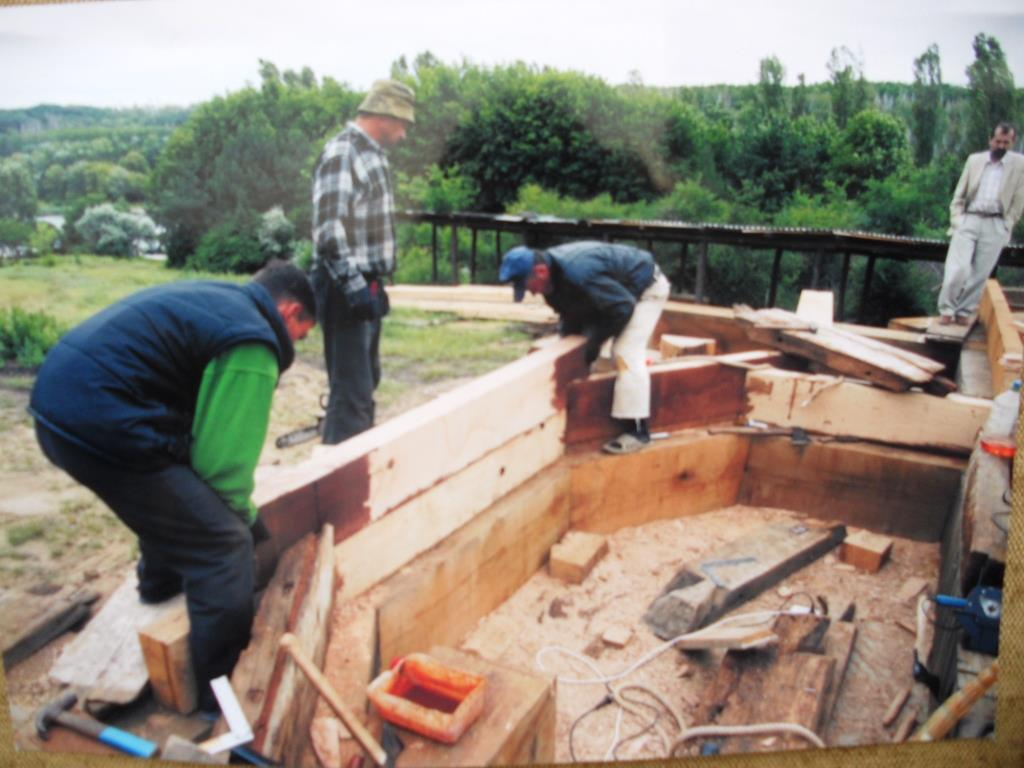
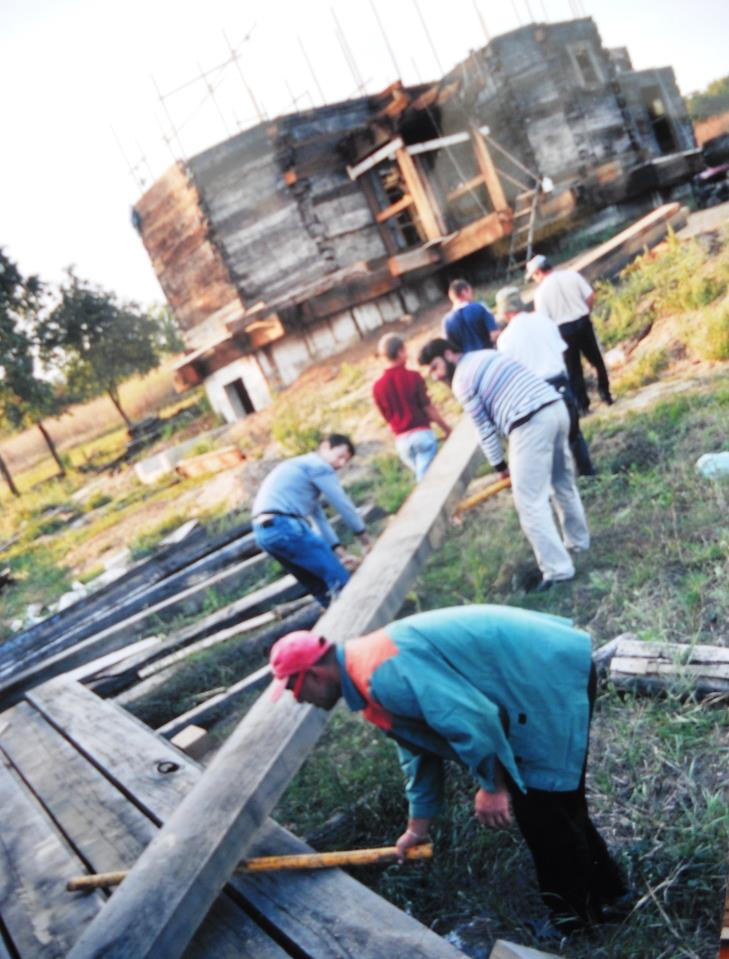
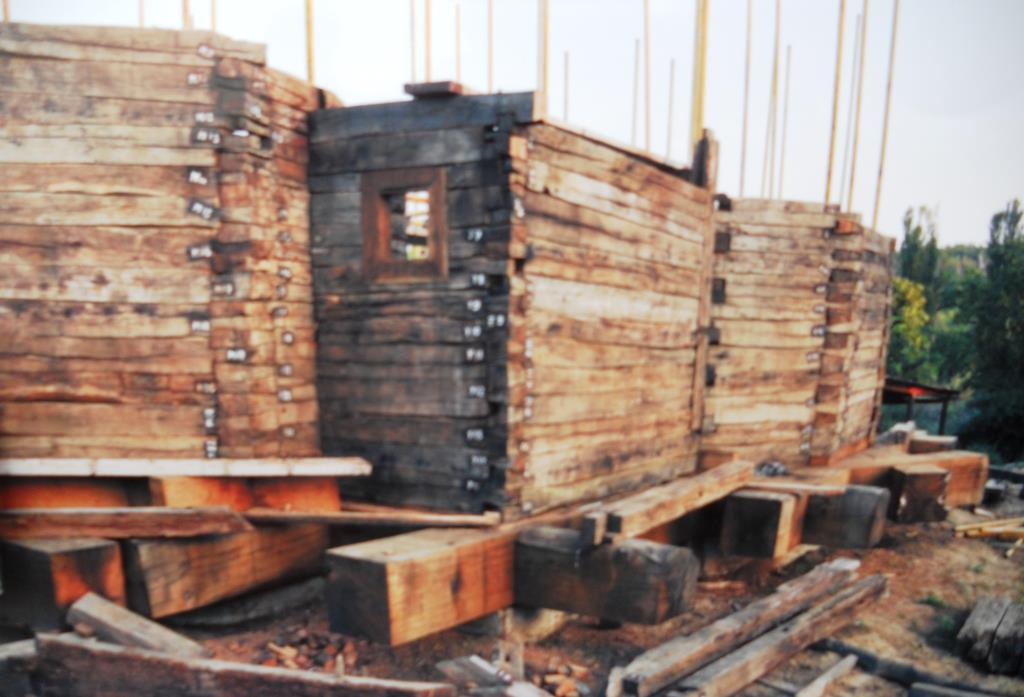
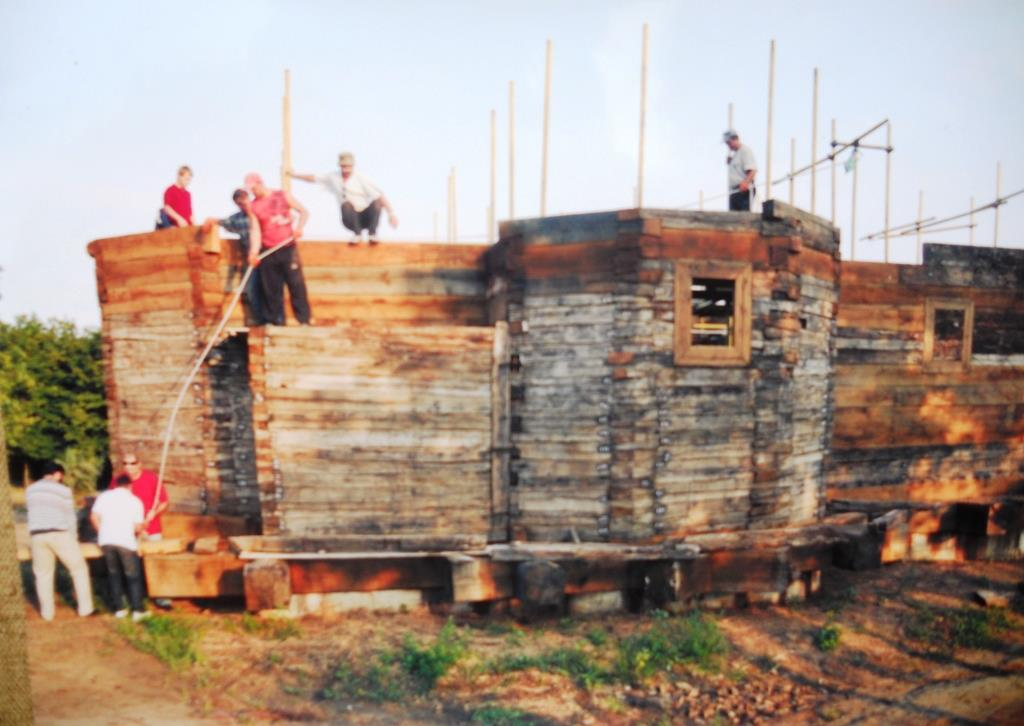
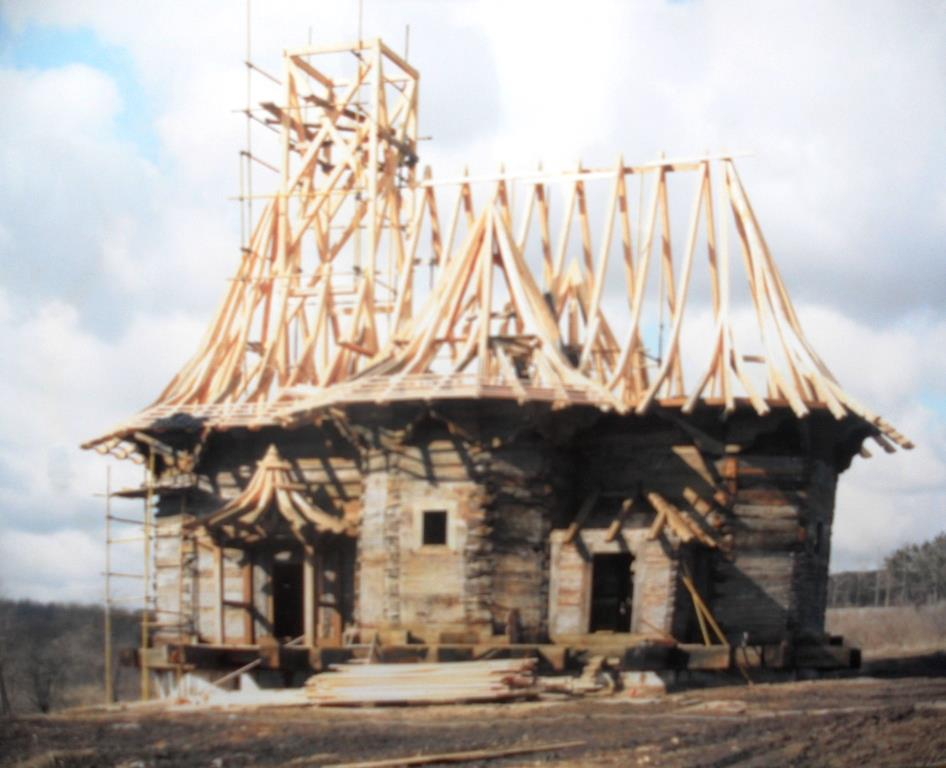

### Ceremonia de inaugurare

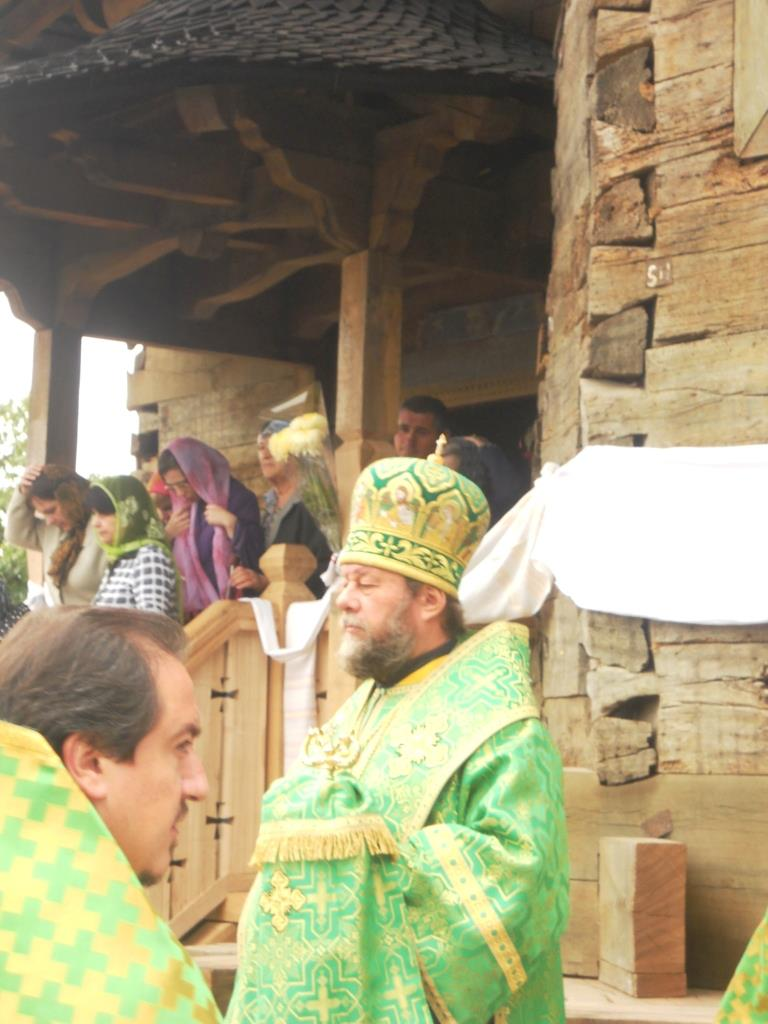
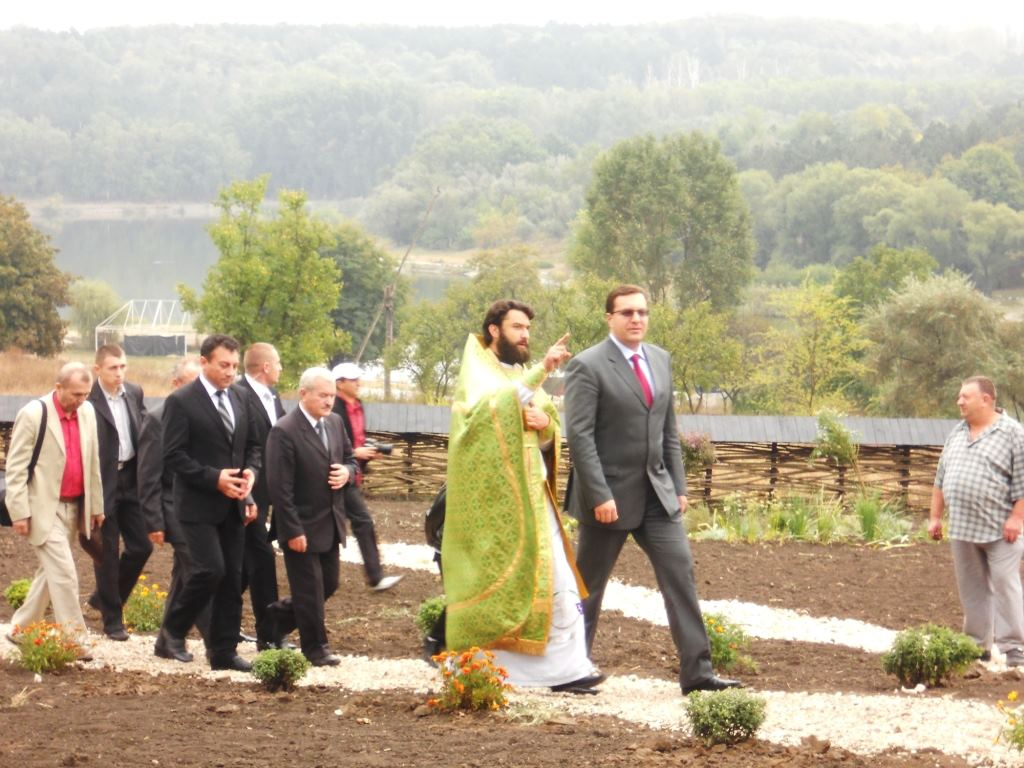
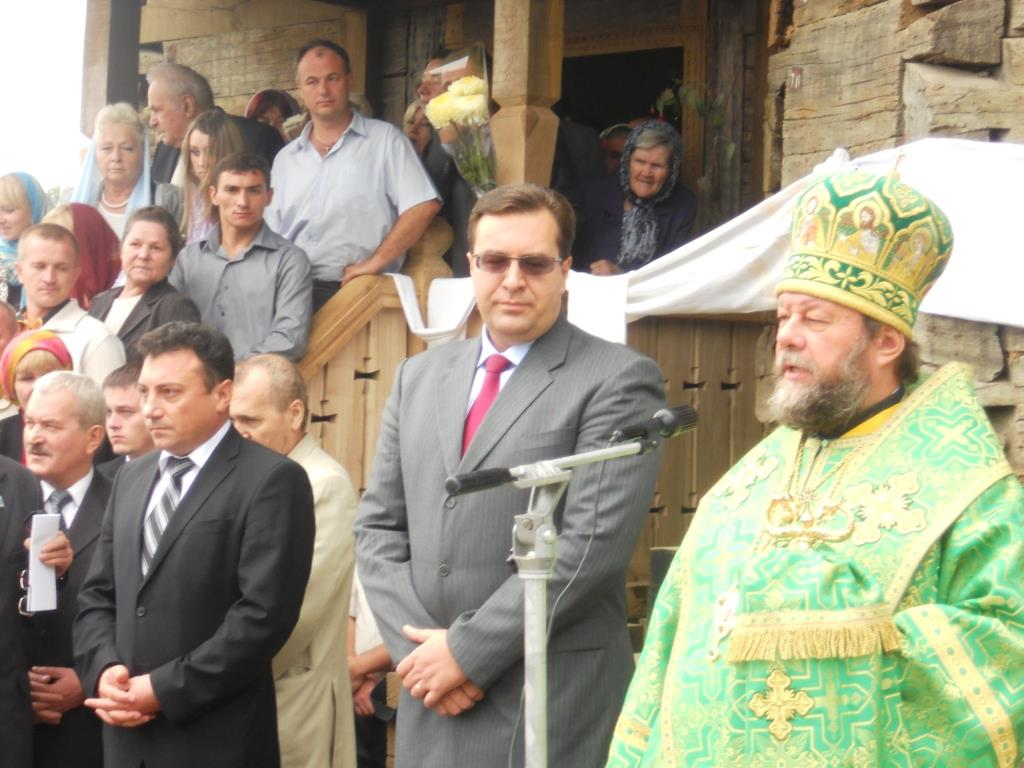
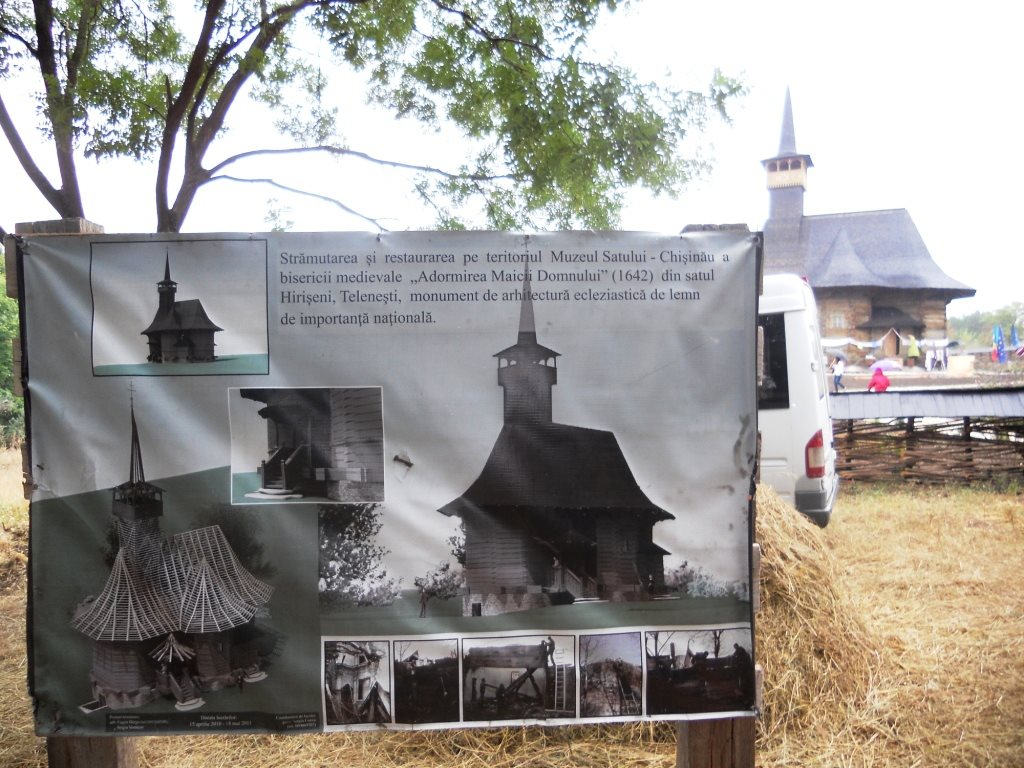
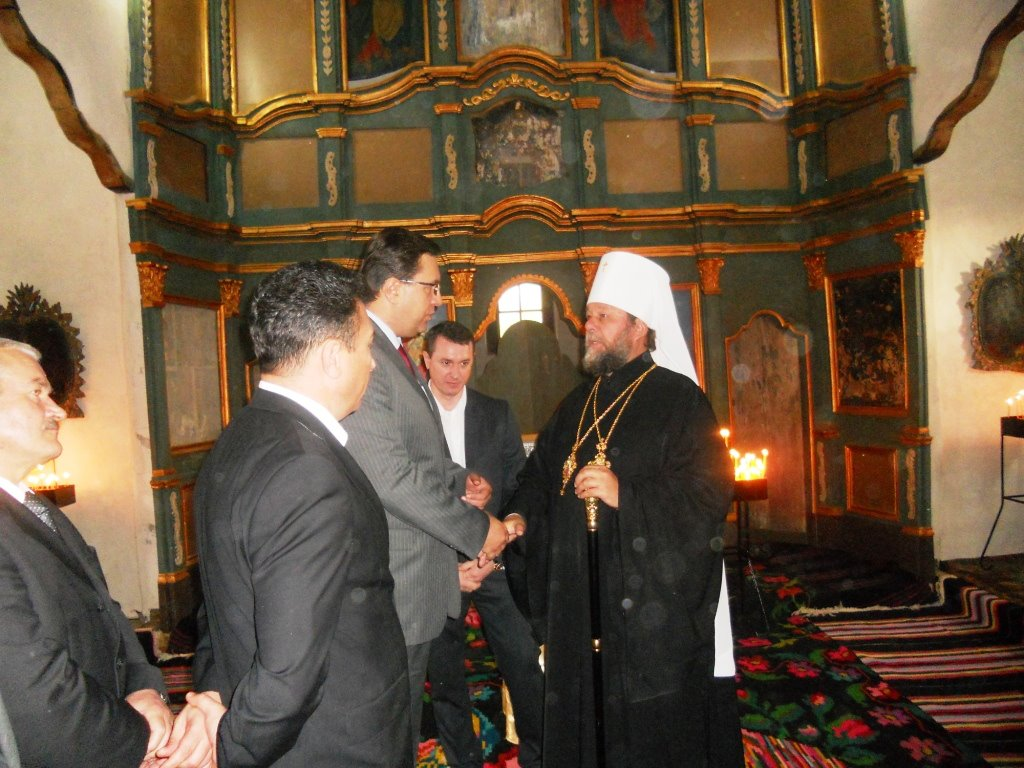
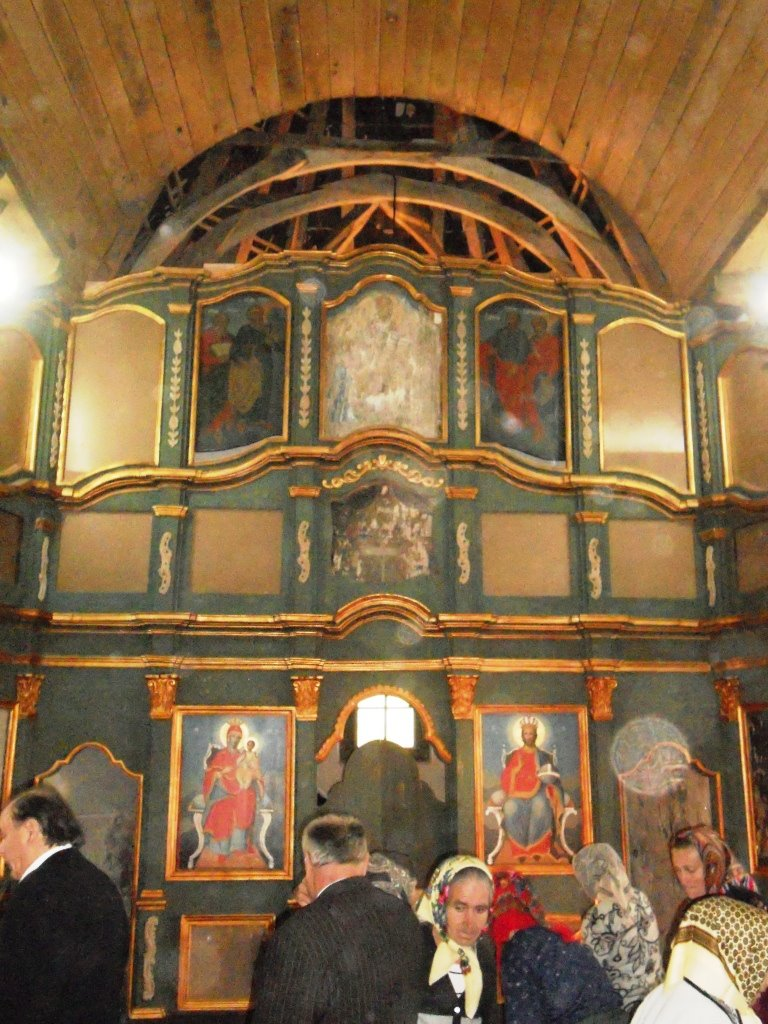
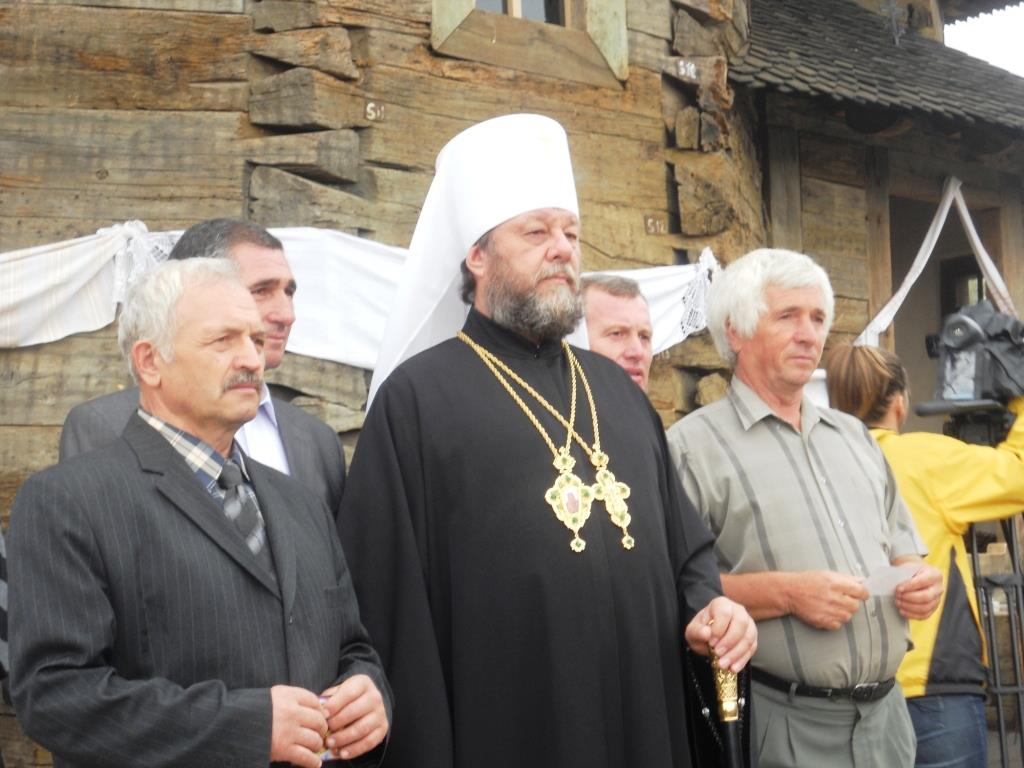
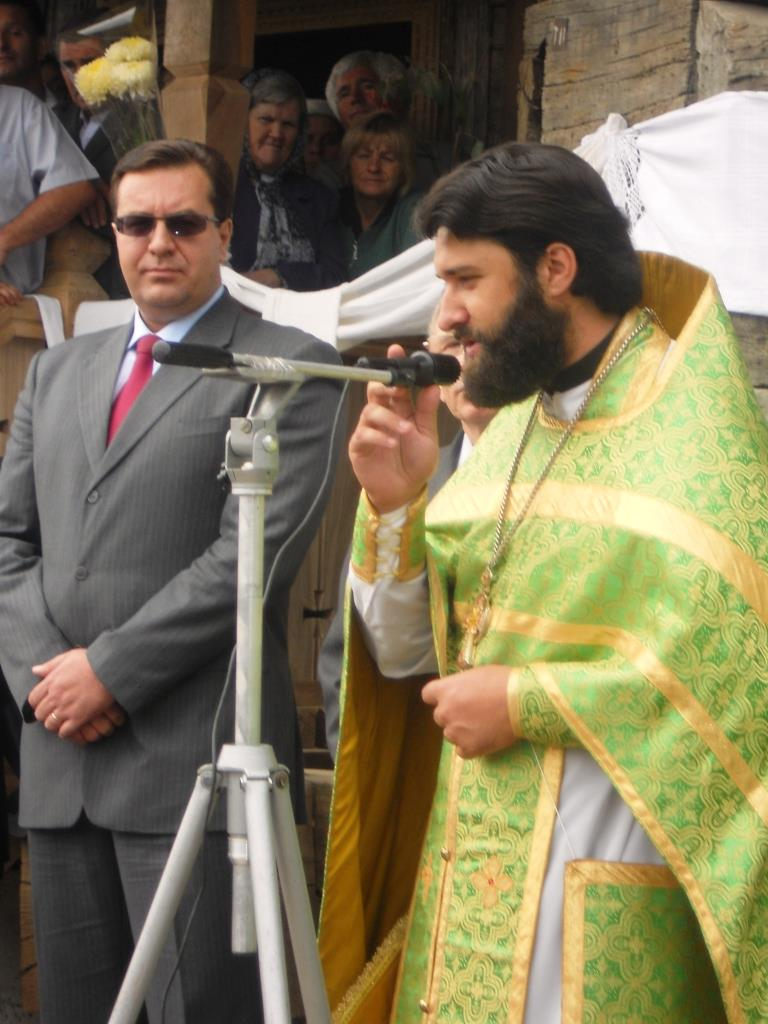
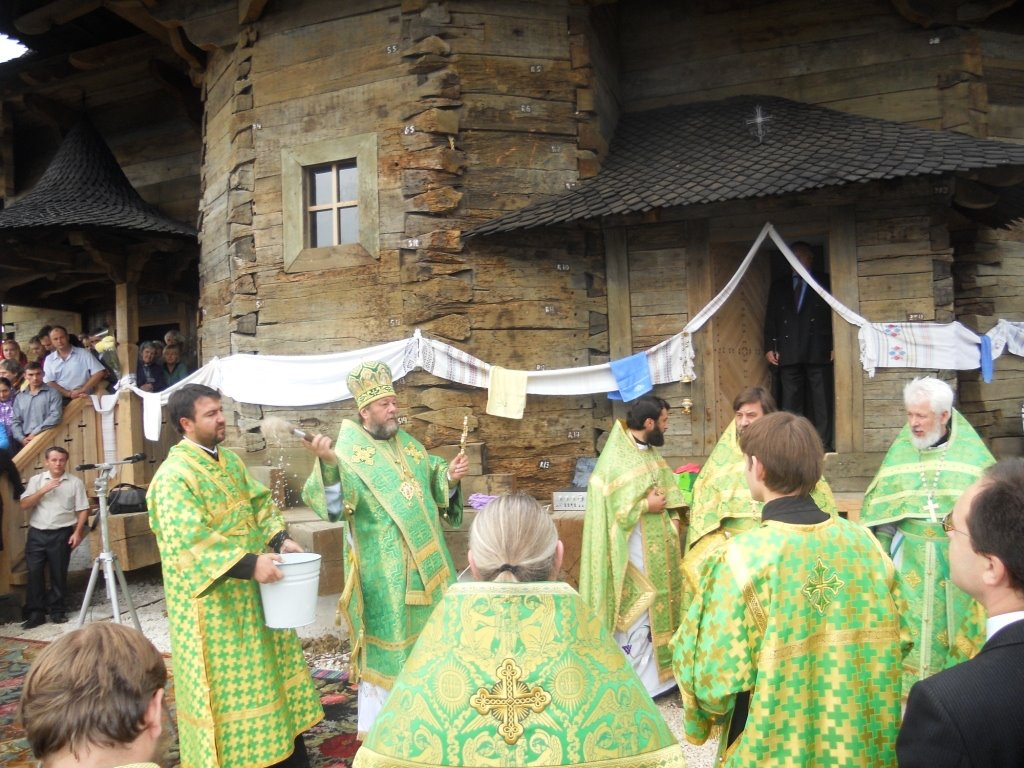
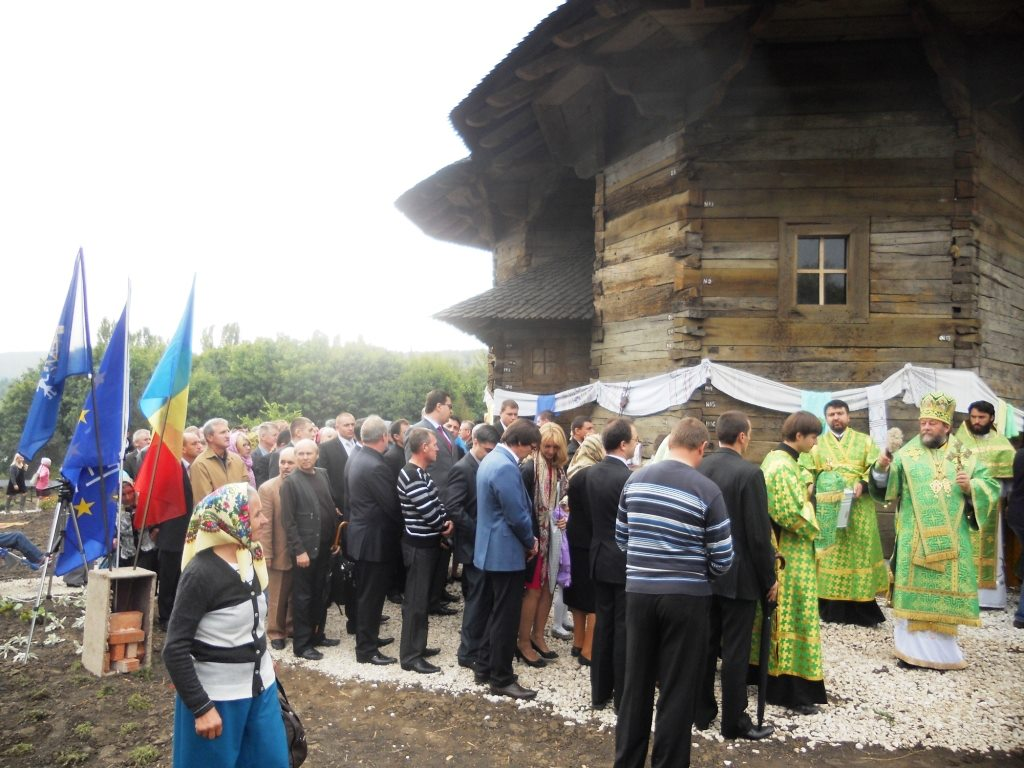

## Galerie de imagini

### Biserica azi

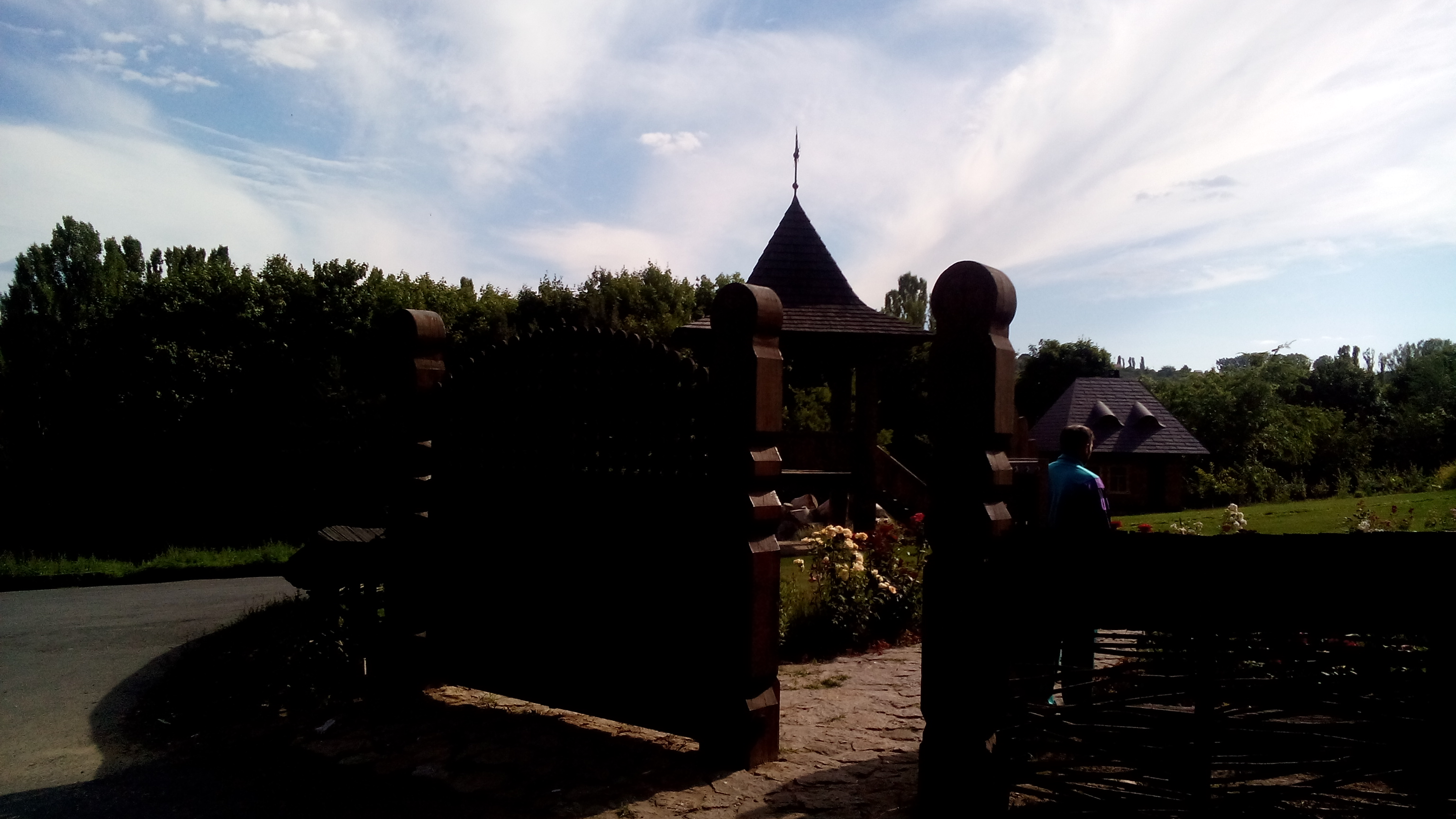
Poarta
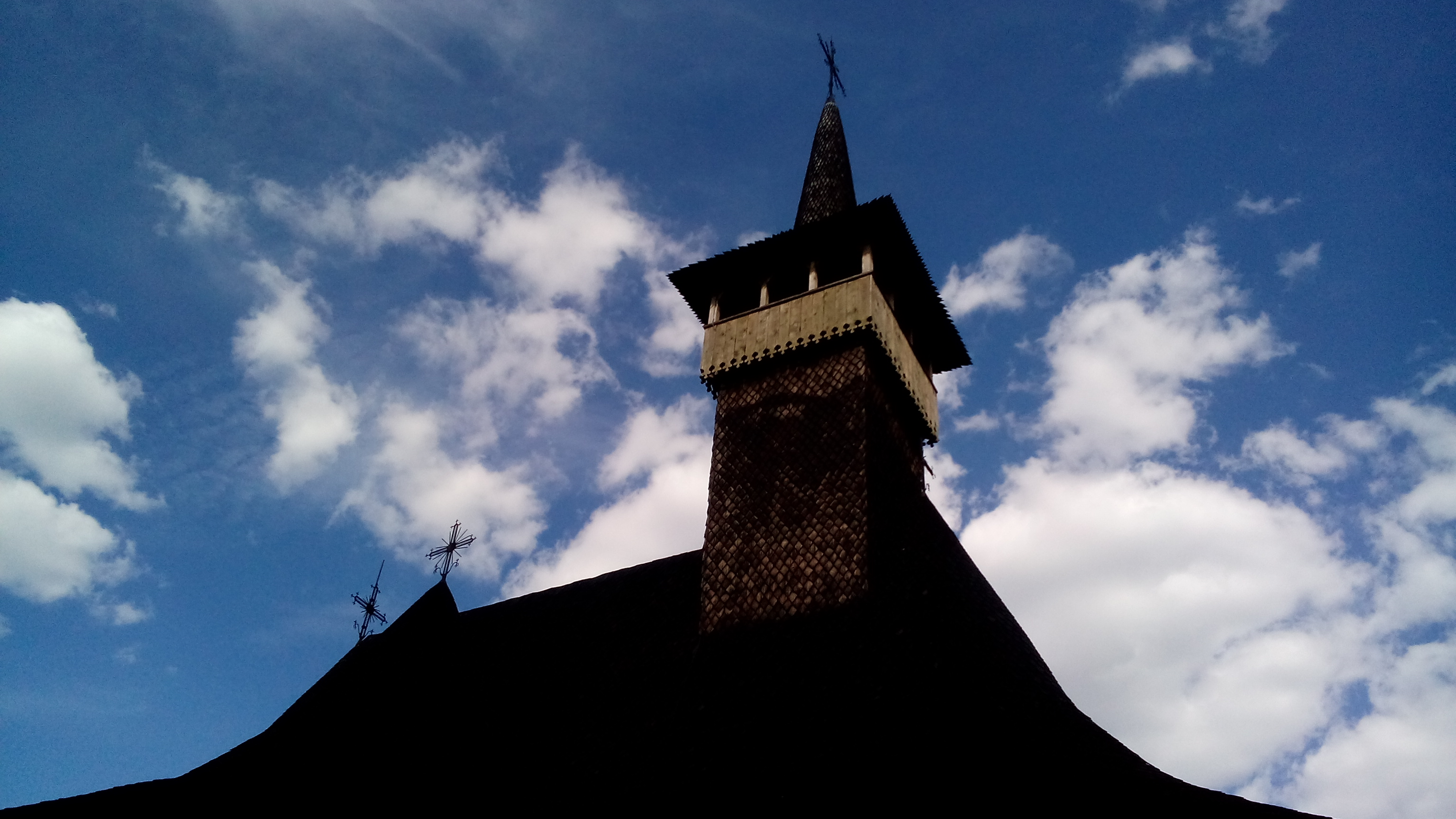
Turla bisericii
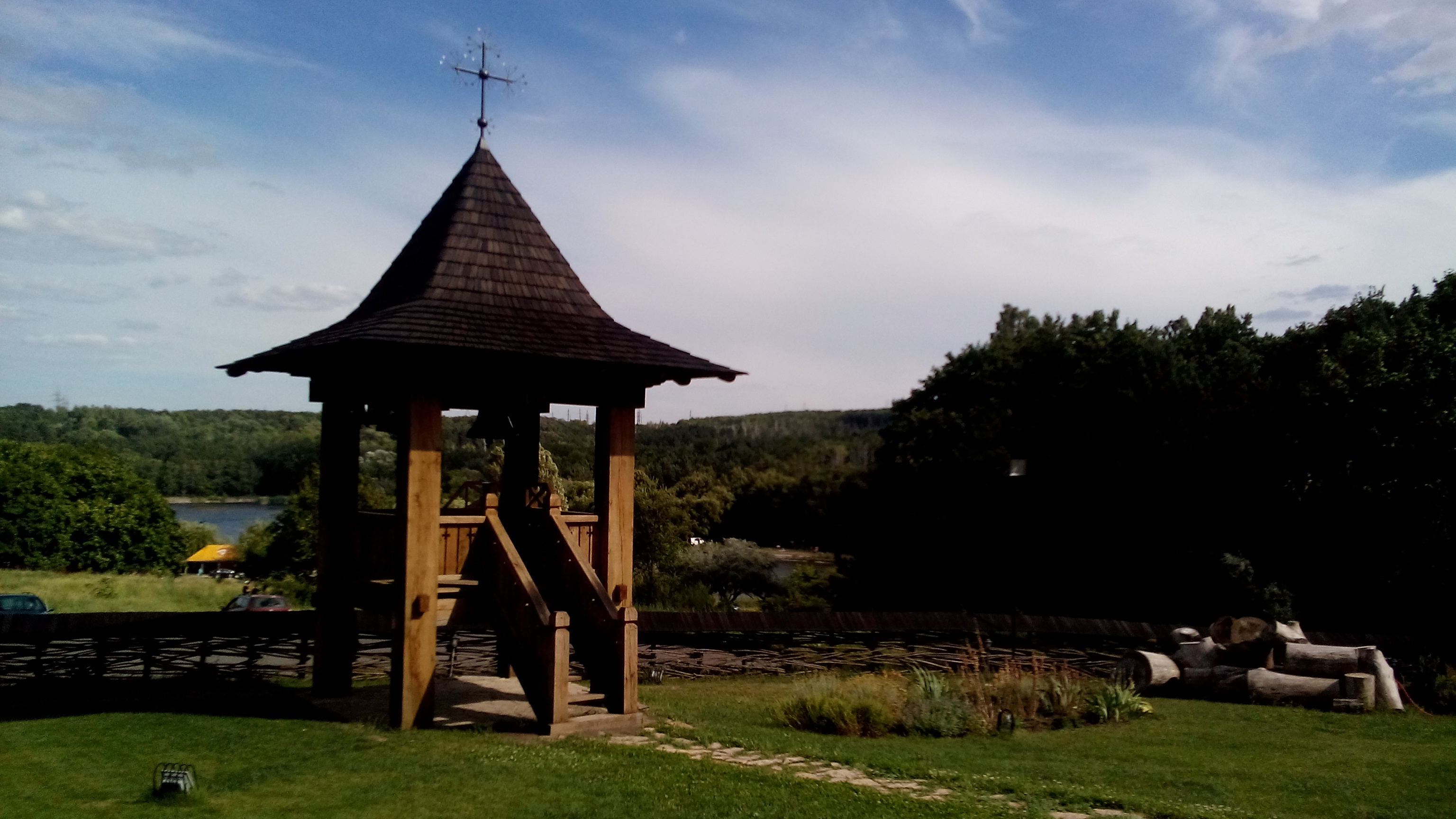
Clopotnița
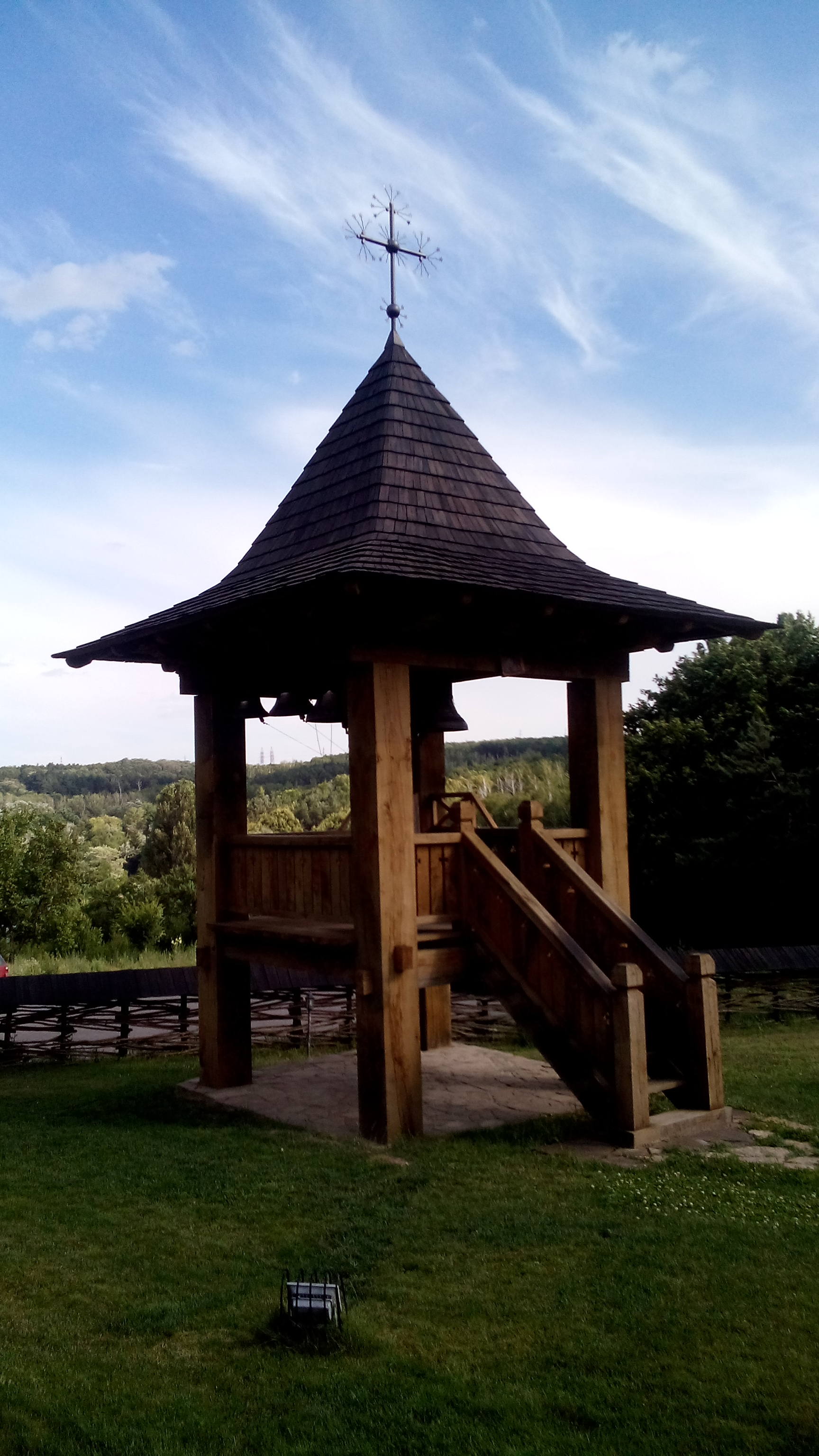
Clopotnița
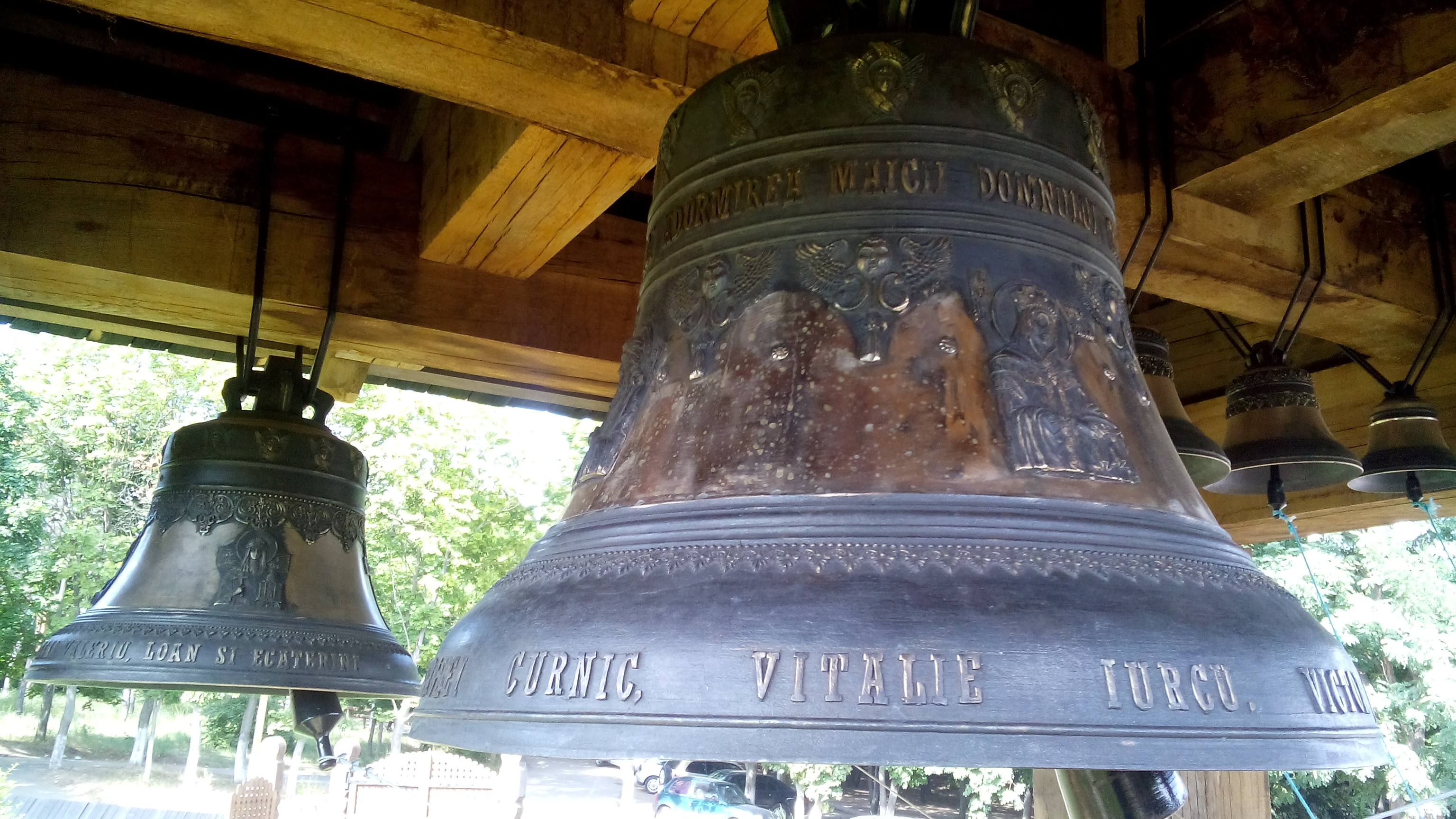
Clopotul mare
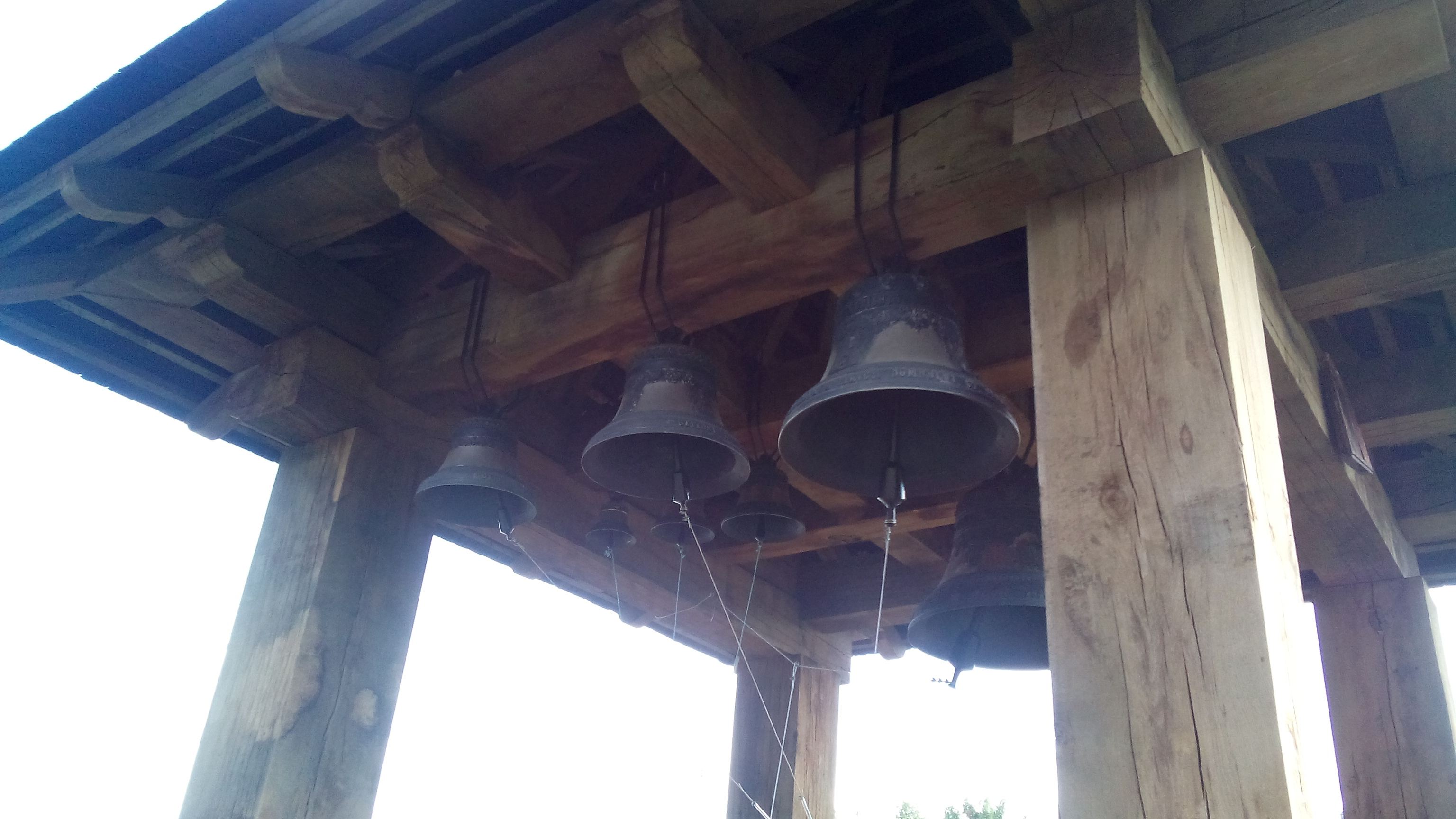
Clopotele mici
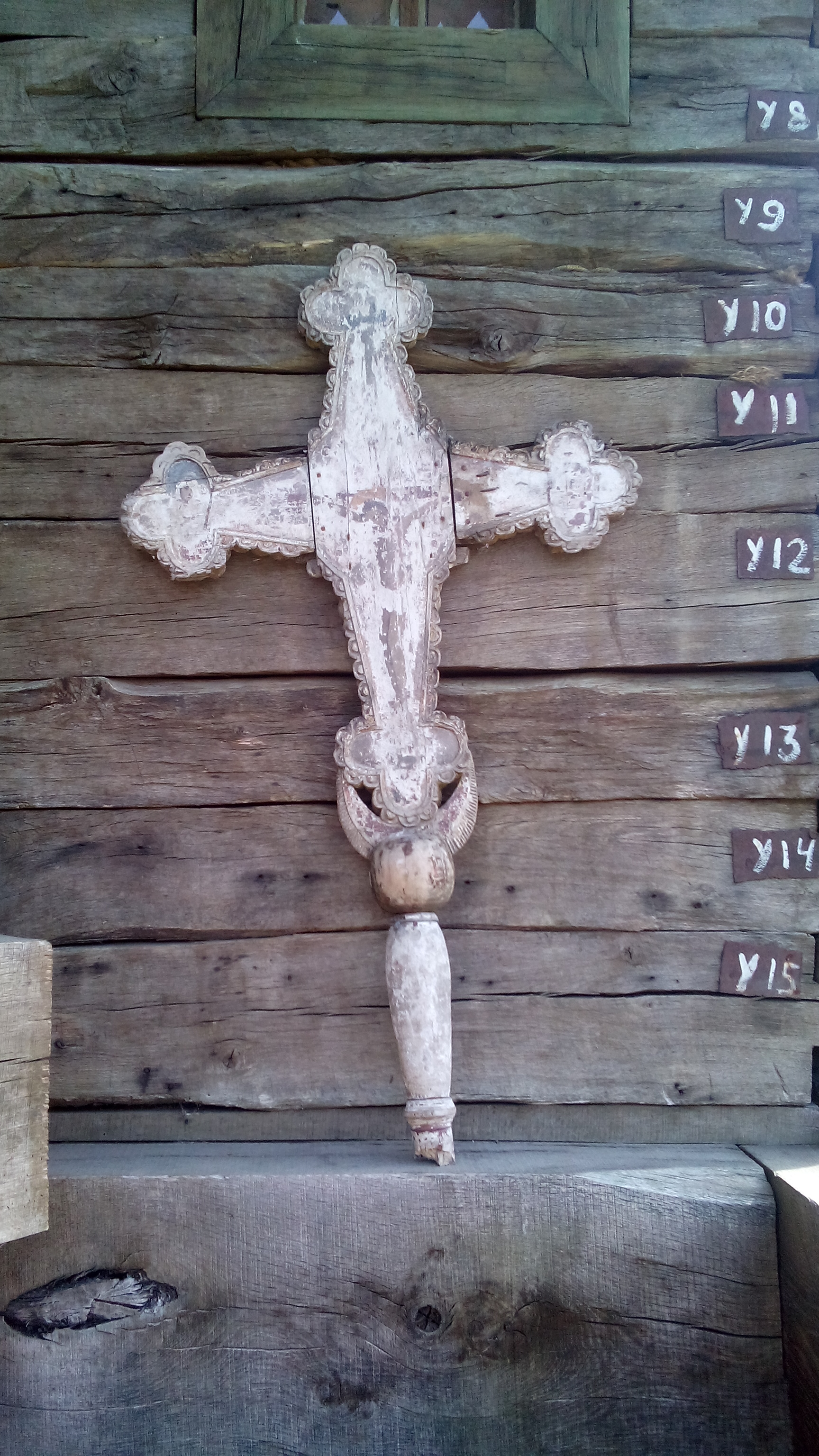
Cruce de lemn rezemată de un perete exterior
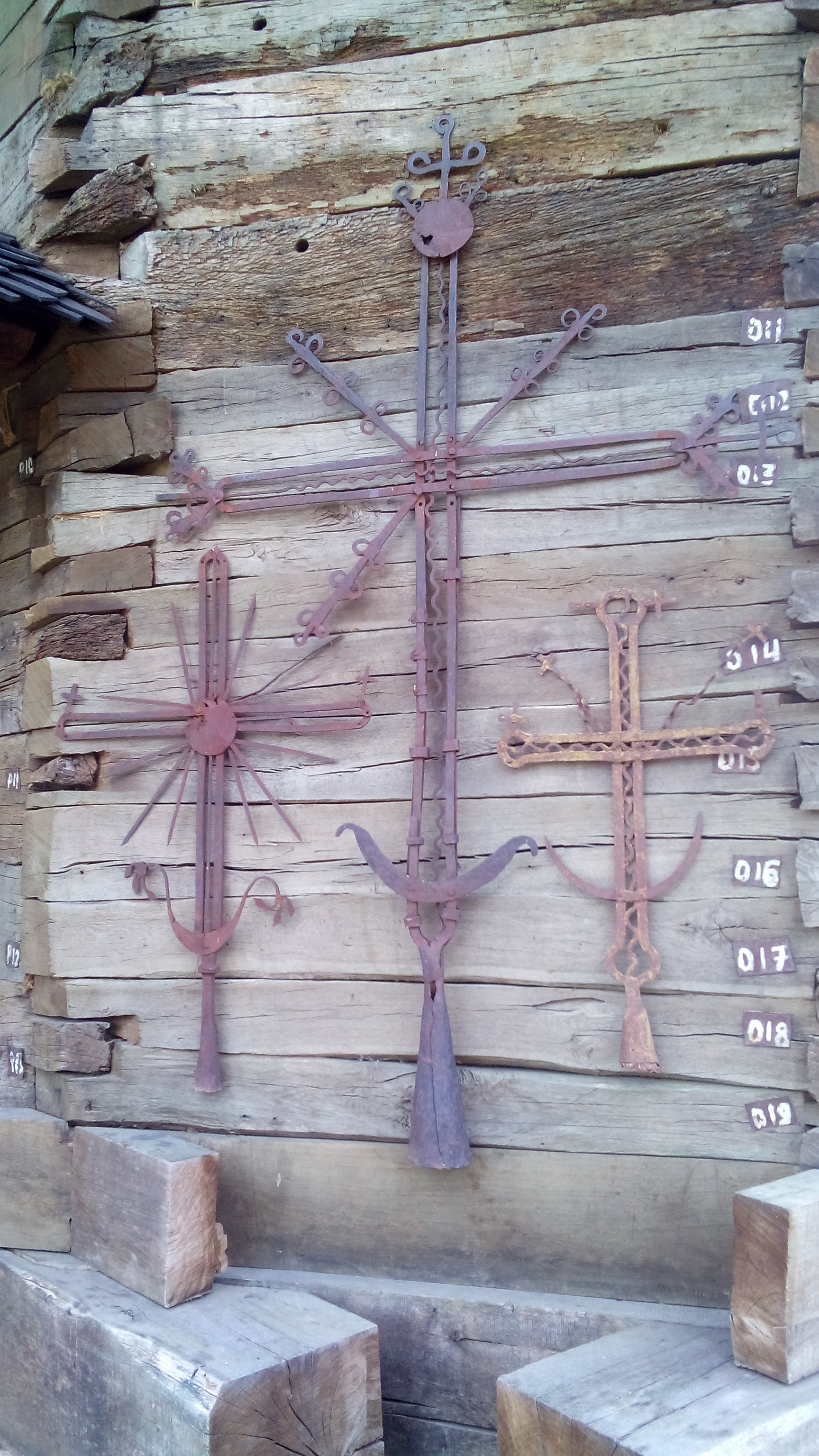
Cruci de fier rezemate de un perete exterior
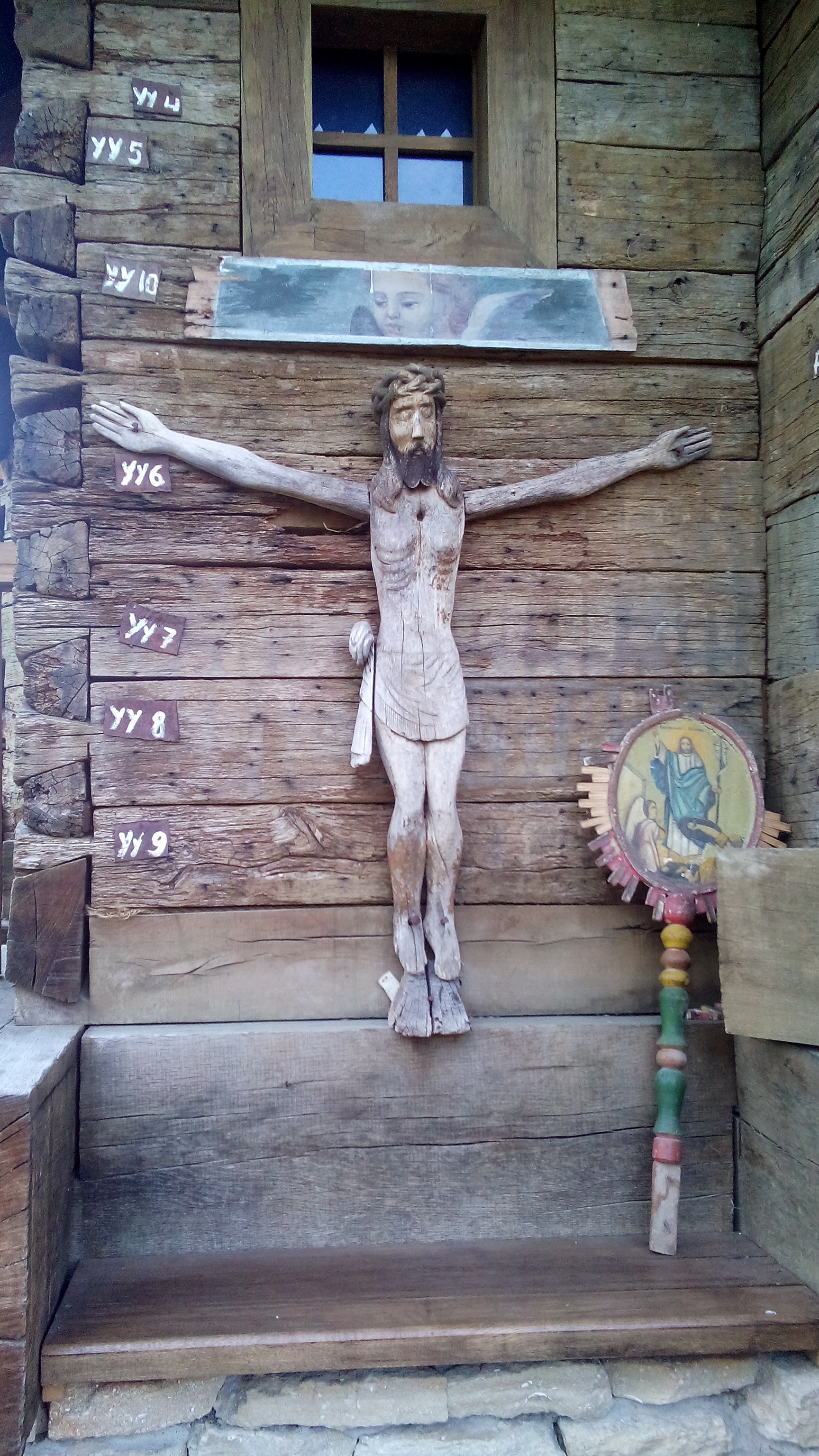
Sculptură a răstignirii lui Isus, pe un perete exterior
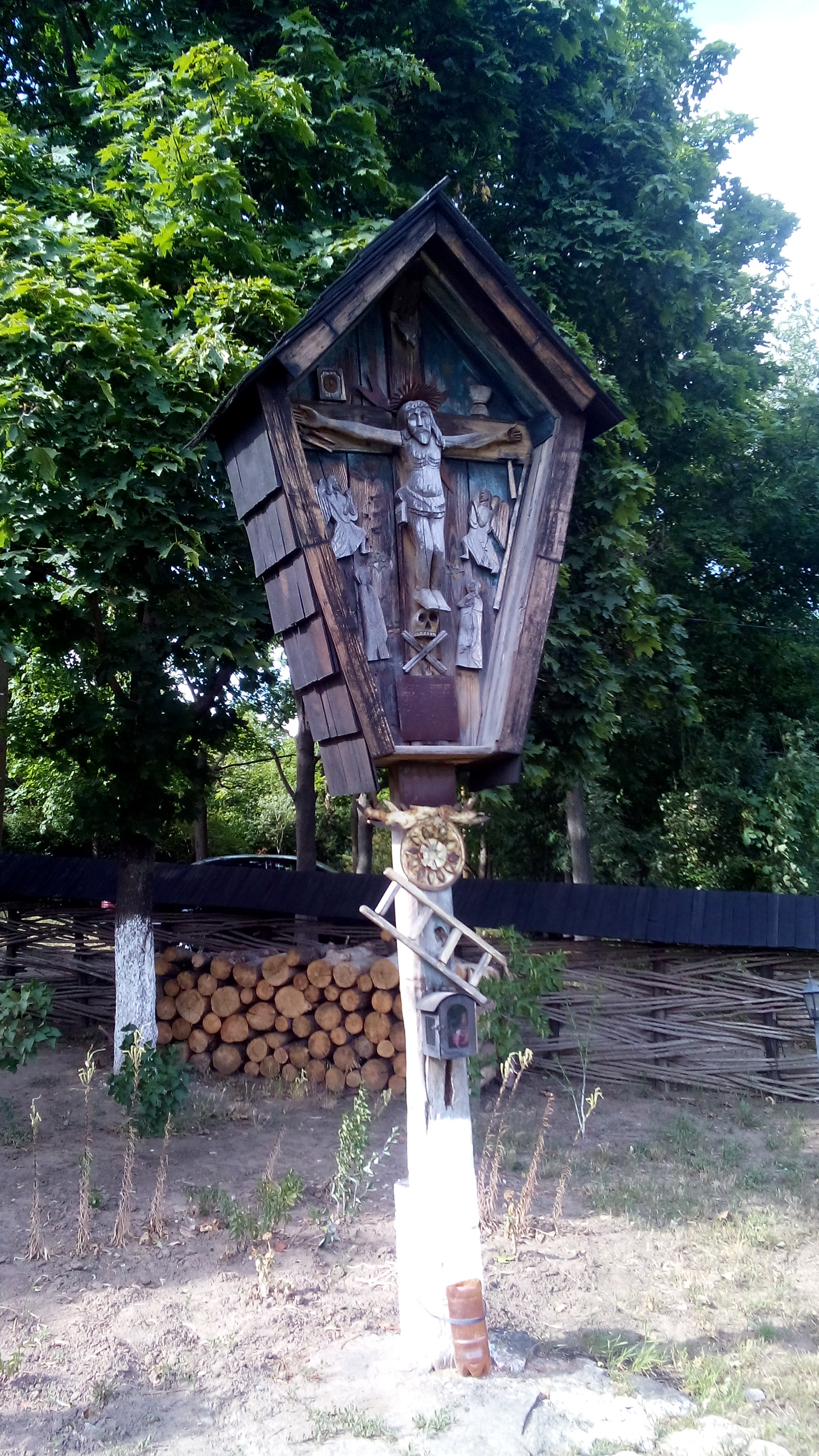
Răstignire
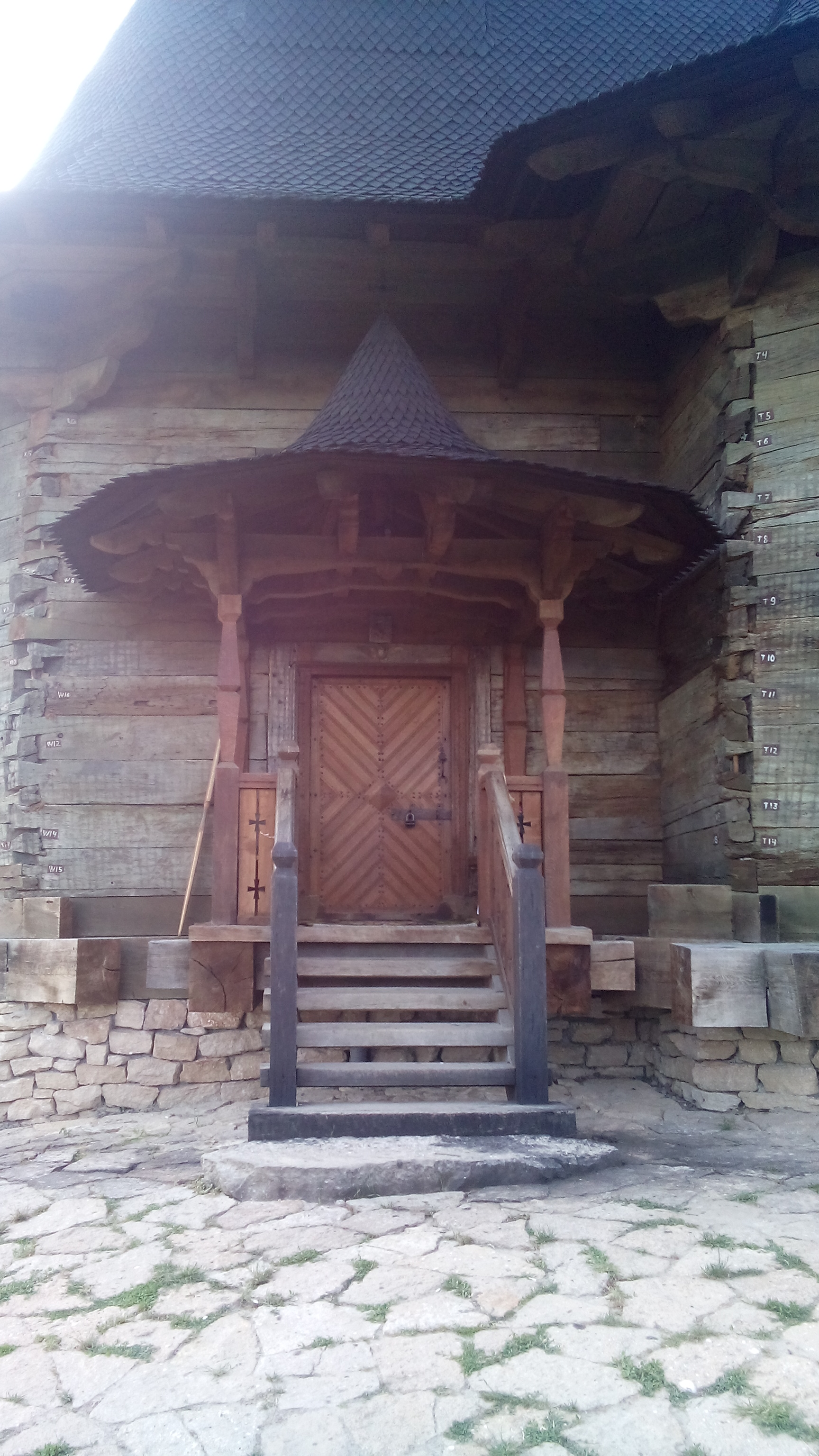
Intrarea principală
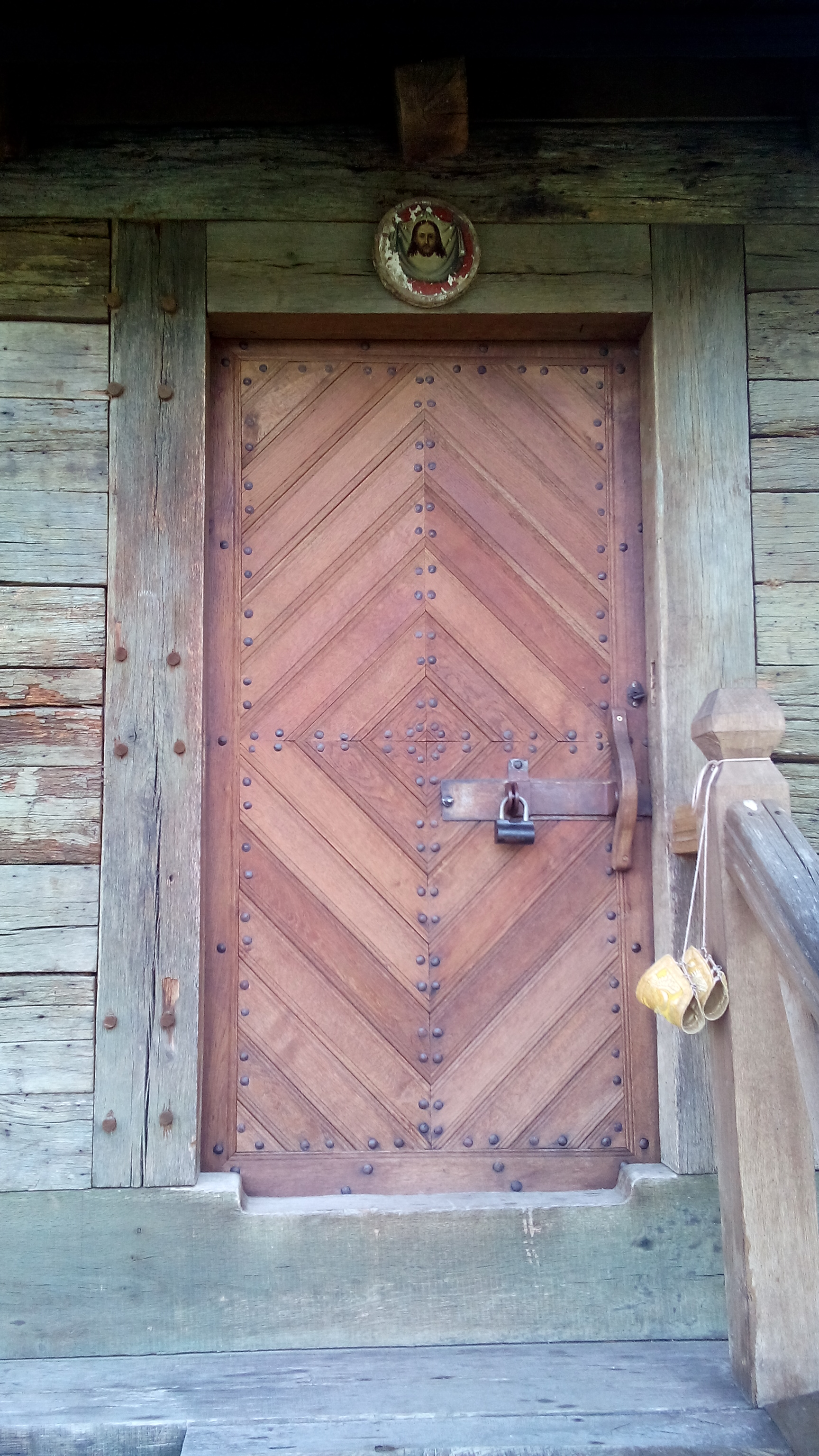
Intrarea secundară
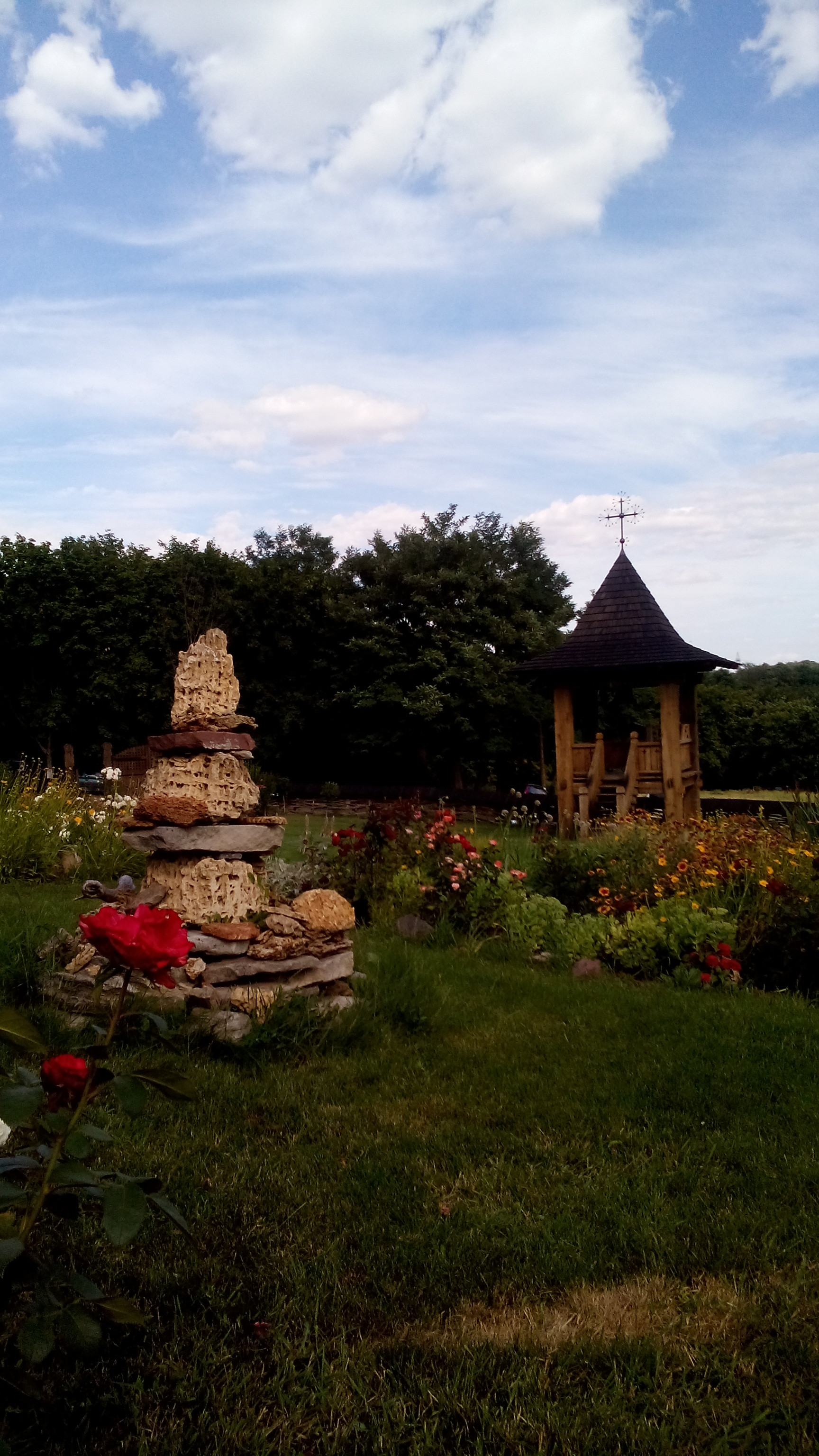
Sculptură de piatră în curte
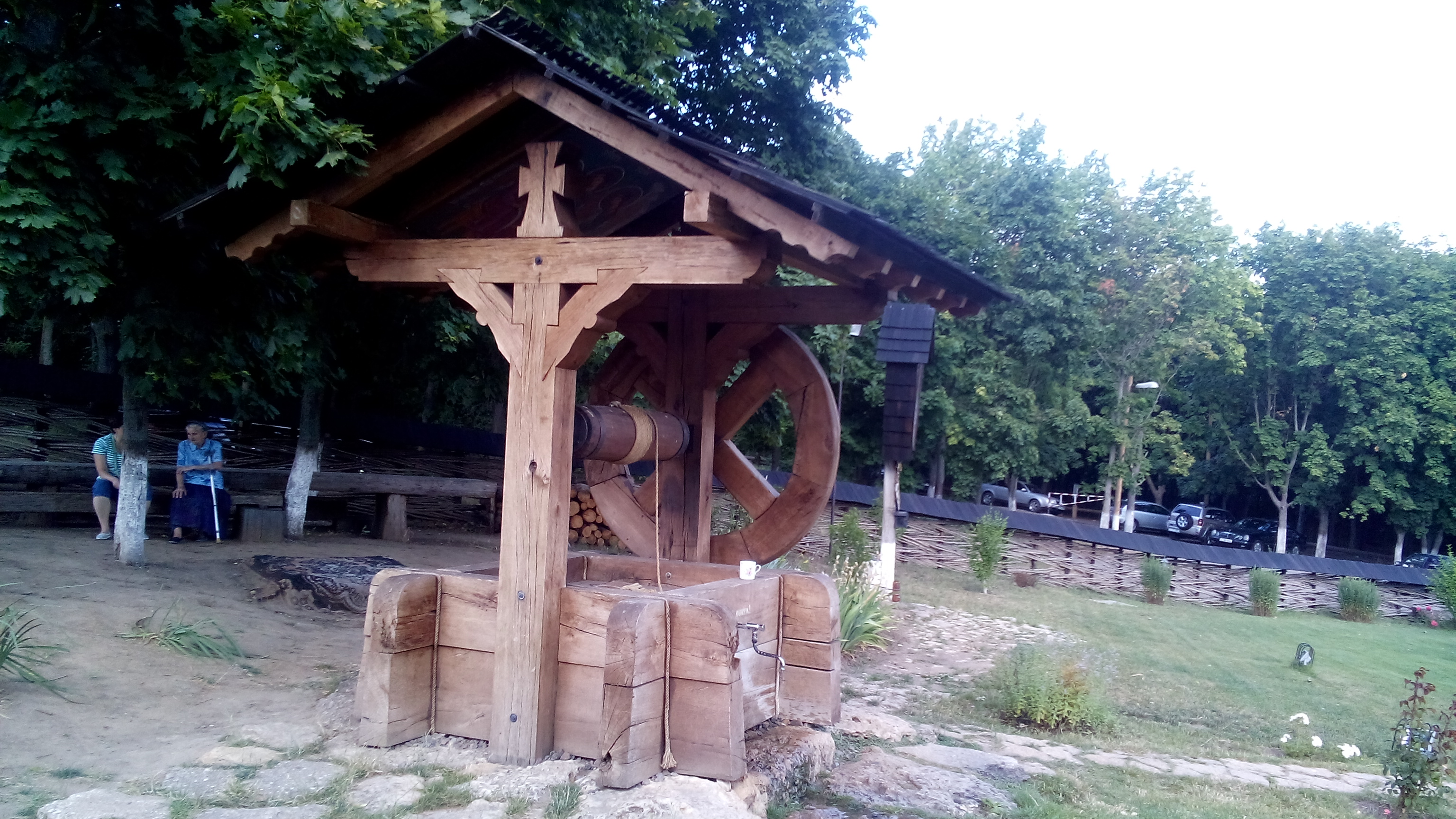
Fântână
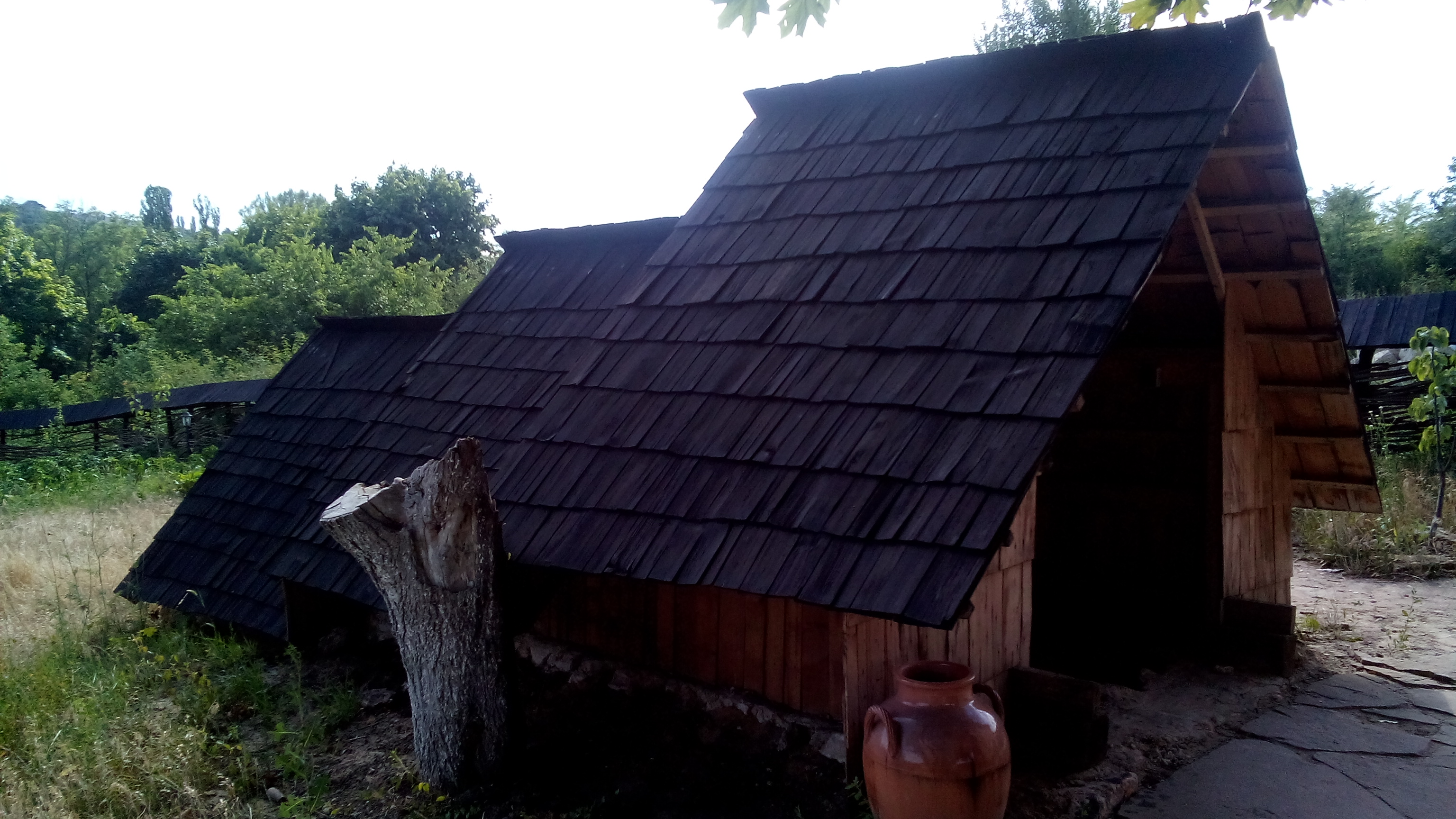
Bordei
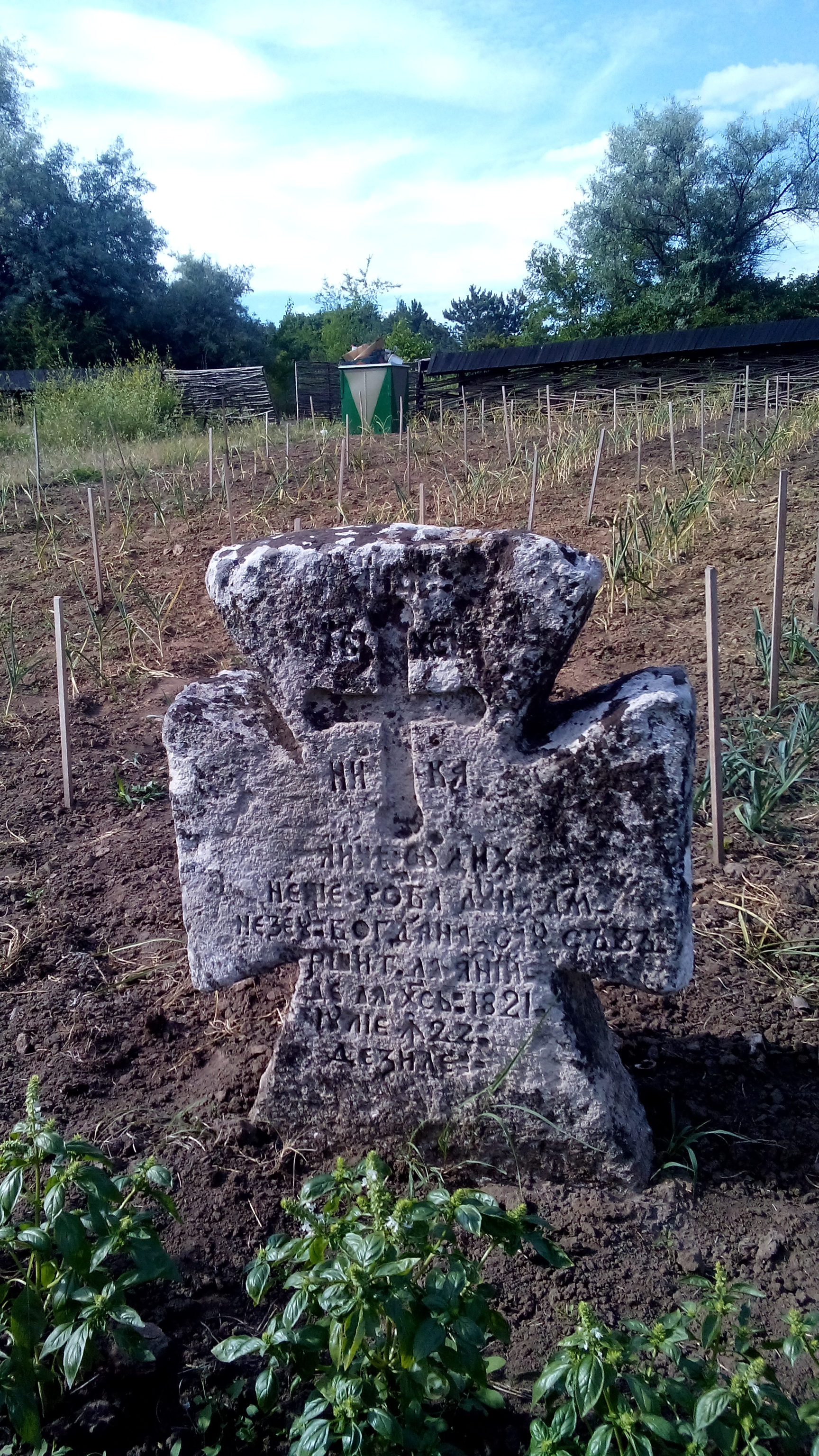
Piatră funerară